# تاريخ الألومنيوم

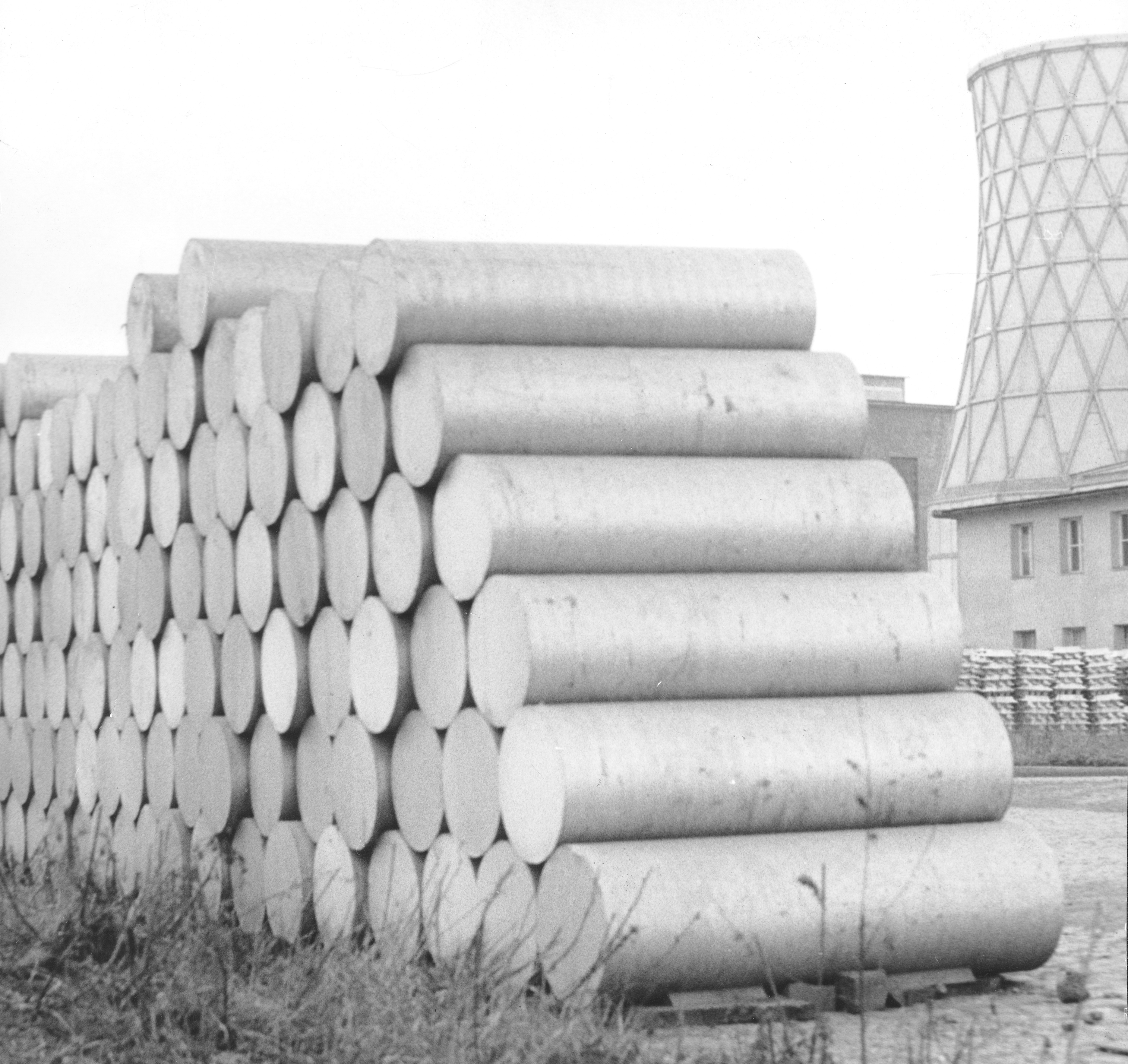
أعمدة بثق من الألومنيوم.

 تَارِيخُ الأَلومِنْيوم  هوَ مَجْموعَةُ الأَحْداثِ التّاريخيَّةِ المُرْتَبِطَةِ بِاكْتِشافِ واسْتِعْمالِ عُنْصُرِ الأَلومِنْيوم، وهوَ عُنْصُرٌ كِيمْيَائِيٌّ يَحْمِلُ الرَّمْزَ (Al) وَعَدَدُهُ الذَّرِّيُّ 13. ويصبح الألومنيوم معدنًا ذا لَوْن فِضّيٌّ سّاطِع بفضل الظروف القياسية من الضغط ودرجة الحرارة، ويمتاز بخفة وزنه ومقاومته للصدأ. ينتمي الألومنيوم إلى عناصر المجموعات الرئيسية التي تكون عادة في حالة الأكسدة 3+، وهو كذلك ثالث أكثر العناصر وفرة في القشرة الأرضية؛ ويشيع استخدامه بكثرة في الأنشطة المتعلقة بالإنسان. يتم إنتاج الألومنيوم بعشرات ملايين الأطنان المترية، ويتم معالجته لتحسين بعض خصائصه مثل: الصلادة. ليس للألومنيوم أي دور بيولوجي يذكر، وهو غير سام.
عُرفت الشَبَّة منذ القرن الخامس قبل الميلاد وكانت تستخدم على نطاق واسع من قبل القدماء في الصباغة والدفاع عن المدن مما وثق ارتباطها بالتجارة الدولية خلال العصور الوسطى، واعتقد علماء عصر النهضة أنها ملح لتراب جديد، وتم إثبات أن التراب في الأصل أكسيد لفلز جديد خلال عصر التنوير. تم الإعلان عن اكتشاف هذا المعدن في العام 1825م بواسطة الفيزيائي الدنماركي هانز كريستيان أورستد الذي كان عمله امتدادًا لجهود الكيميائي الألماني فريدرش فولر.
لم يكن الألومنيوم شائع الاستخدام بسبب صعوبة استخراجه وتنقيته، لذلك تجاوز سعره سعر الذهب بعد فترة وجيزة من اكتشافه ولم ينخفض إلا بعد بداية أول إنتاج صناعي من قبل الكيميائي الفرنسي هنري إتيان سانت كلير ديفيل في العام 1856م.
أصبح الألومنيوم متاحًا لعامة الناس من خلال عملية هول-هيرو التي طورها المهندس الفرنسي بول هيرو والمهندس الأمريكي تشارلز هول في العام 1886م، بالإضافة إلى عملية باير التي طورها الكيميائي النمساوي كارل يوزف باير في عام 1889م. وجميع هذه العمليات ما زالت مستخدمة من أجل إنتاج الألومنيوم إلى الوقت الحاضر.
أدت هذه العمليات المستخدمة لإنتاج كميات كبيرة من الألومنيوم إلى شيوع استخدامه في الصناعة والحياة اليومية، فقد استخدم في الطيران والهندسة والبناء والتعبئة بفضل خفته ومقاومته للتآكل. تنامى إنتاج الألومنيوم أضعافًا مضاعفة في القرن العشرين، وأصبح سلعة تبادل في السبعينات. في العام 1900م، بلغ إنتاج الألومنيوم 6,800 طن متري، وبلغ في العام 2015 حجم إنتاج هذا المعدن 57,500,000 طن.

## التاريخ المبكر

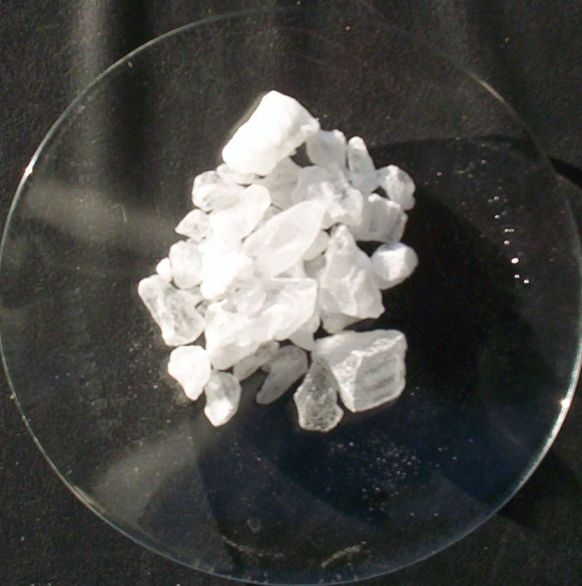
بلورات الشَبَّة كما كان شكلها الطبيعي معروفًا لدى القدماء.

بدأ تأريخ استعمال الألومنيوم مع استخدام مركب الشَبَّة، وأُنشئ أول سجل مكتوب عنه في القرن الخامس قبل الميلاد بواسطة  المؤرخ اليوناني هيرودوت. واستخدم القدماء هذه المادة كمثبّت للصباغة وفي الطب وكطلاء مقاوم لاحتراق الأخشاب وللتنميش، ولم يكن الألومنيوم - وقتئذ - معروفًا بعد كمعدن. وحسبما ذكر الكاتب الروماني بترونيوس في روايته ستريكن [الإنجليزية]: أن قطعة زجاجية قُدّمت للإمبراطور، وعندما أُلقيت على الأرضية المرصوفة لم تنكسر إلا أن شكلها تغيّر، وأُعيدت إلى وضعها السابق بواسطة مطرقة. وبعد تعلّم كيفية إنتاج هذه المادة من الشخص الوحيد الذي اكتشفها ويعرف وحده طريقة إنتاجها، أمر الإمبراطور بإعدامه كي لا ينخفض سعر الذهب. ذُكِرت في هذه - مع بعض الاختلافات - بشكل مختصر في موسوعة التاريخ الطبيعي للمؤرخ الروماني بلينيوس الأكبر الذي أشار إلى أن القصة أصلها متداولة ومُكرّرة أكثر من كونها حقيقية، كذلك ذُكرت القصة في التاريخ الروماني للمؤرخ الروماني كاسيوس ديو، وتشير بعض المصادر إلى  أن القطعة الزجاجية المذكورة في القصة قد تكون الألومنيوم. وهناك احتمالية أن تكون السبائك المحتوية على الألومنيوم قد أنتجت في الصين خلال عهد أسرة جين الأولى.
بعد الحروب الصليبية أصبحت الشَبَّة مادة ذات أهمية في التجارة الدولية؛ لكونها مادة لا غنى عنها في صناعة النسيج الأوروبية. كانت تتواجد بعض المناجم الصغيرة لاستخراج شَبَّة الألومنيوم في أوروبا الكاثوليكية، ولكن معظم هذه المادة كان يُجلب من الشرق الأوسط. استمر تداول الشَبَّة عبر البحر الأبيض المتوسط حتى منتصف القرن الخامس عشر، عندما رفع العثمانيون ضرائب التصدير إلى مستوى أعلى. وخلال سنوات قليلة، اكتُشِفت الشَبَّة بكميات كبيرة في إيطاليا مما جعل البابا يحظر جميع الواردات من الشرق في غضون عامين، وقد استخدمت أرباح تجارة الشَبَّة لبدء الحرب مع العثمانيين. لعبت هذه المادة التي كان اكتشافها حديث العهد دورًا مهمًا في مجال الصيدلة الأوروبية، ولكن أسعارها المرتفعة التي حددتها الحكومة البابوية دفعت دول أخرى للبدء الذاتي لإنتاج هذه المادة، وقد بدأت المناطق الأخرى في أوروبا بتعدين هذه المادة على نطاق واسع في القرن السادس عشر.

## تحديد طبيعة الشبة
ظلّت طبيعة الشَبَّة مجهولة في بداية عصر النهضة، وفي حوالي العام 1530م، اعتبر الطبيب السويسري براكلسوس أنها متجزئة عن الزاج (أملاح حمض الكبريت) واقترح أنها من ملح من أملاح التربة. وفي العام 1595، أثبت الطبيب والكيميائي الألماني أندرياس ليبافيوس أن الشَبَّة والزاج الأخضر (كبريتات الحديد الثنائي) والزاج الأزرق (كبريتات النحاس الثنائي) قد تشكلت من نفس الأحماض ولكن من تربة مختلفة، وقد قام بتسمية التربة غير المكتشفة والمُشكِلة للشَبَّة باسم «ألومينا». وفي العام 1702م، صرّح الكيميائي الألماني غيورغ إرنست شتال أن القاعدة غير المعروفة لشبة شبيهة بالجير أو الطبشور، وقد تشارك العديد من العلماء هذا الرأي الخاطئ لمدة نصف قرن من الزمن. في العام 1722م، اقترح الكيميائي الألماني فريدريش هوفمان أن قاعدة الشَبَّة عبارة عن تربة مختلفة. وفي العام 1728م، ادّعى الكيميائي الفرنسي إيتيان جوفري سانت هيلار أن أملاح الشَبَّة تشكلت من تربة غير معروفة وحمض الكبريتيك، واعتقد خطأً أن حرق تلك التربة تنتج السيلكا.
هذا وأثبت الكيميائي الفرنسي جان جيلو في العام 1739م، أن كلًا من التربة في الغضار والتربة الناتجة عن أثر القلوي على الشَبَّة متطابقتان. بينما أظهر الكيميائي الألماني يوهان هاينريش بوت في العام 1746م، أن المواد المُترسّبة الناتجة عن صب قلوي في محلول الشَبَّة مختلفة عن الجير والطبشور.

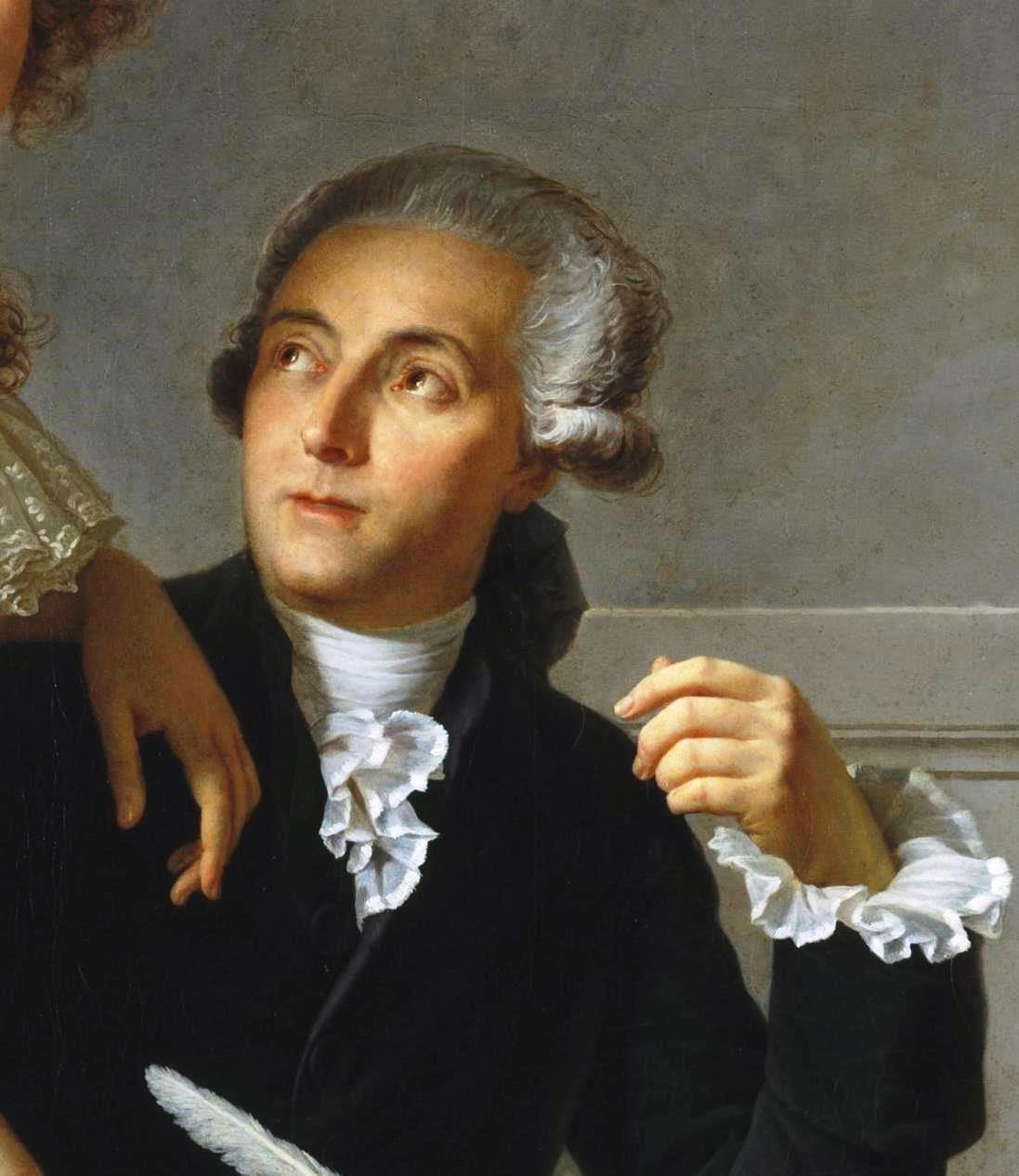
أثبت أنطوان لافوازييه أن الألومنيا عبارة عن أكسيد لفلز غير معروف.

في العام 1754م، قام الكيميائي الألماني أندرياس سيغيسموند مارغراف بتركيب تربة الشَبَّة عن طريق غلي الغضار في حمض الكبريتيك وإضافة البوتاس، وتبين أن إضافة الصودا أو البوتاس أو أي مادة قلوية آخر إلى محلول التربة الجديدة في حامض الكبريتيك يؤدي إلى إنتاج الشَبَّة، وقام بوصف التربة على أنها قلوية لأنه اكتشف أنها تذوب في الأحماض عند تجفيفها. وصف مارغراف أملاح هذه التربة على أنها من الكلوريد والنترات والخلات. في العام 1758م، كتب الكيميائي الفرنسي بيير ماكير أن الألومنيا تشبه التربة المعدنية. وفي العام 1760م، عبّر الكيميائي الفرنسي تيودور بارون دي هينوفيل عن ثقته في أن الشَبَّة مكونة من تربة معدنية.
وكان الكيميائي السويدي توربرن برغمان قد قام في العام 1767م، بتركيب أملاح الشَبَّة عن طريق غلي الألونيت في حامض الكبريتيك وإضافة البوتاس إلى المحلول، كما قام بتصنيعها عن طريق تفاعل كبريتات البوتاسيوم وتربة الشَبَّة مما دلّ على أنّ ملح الشَبَّة هو ملح مزدوج. هذا وأوضح الكيميائي الصيدلاني الألماني كارل فلهلم شيله في العام 1776م، أن كُلاً من الشَبَّة والسيلكا ناشئتين من الطين، مضيفًا أن الشَبَّة لا تحتوي على عنصر السيليكون. وفي العام 1782م، كتب الكيميائي الفرنسي أنطوان لافوازييه عن اعتقاده بأن الألومنيا هو أكسيد معدن متصل بالأكسجين وهو قوي للغاية بحيث لا يمكن لعوامل الاختزال المعروفة التفوّق عليه. وبالنسبة للخطأ في معتقد ايتيان جوفري سانت هيلار، فقد صُحّح في العام 1785م، بواسطة الكيميائي والصيدلي الألماني يوهان كريستيان ويغب الذي صرّح أن تربة الشَبَّة لا يمكن تركيبها من السيليكا والقلويات، على عكس الاعتقاد المعاصر.
في العام 1815م، اقترح الكيميائي السويدي يونس ياكوب بيرسيليوس، صيغة AlO3 للألومنيا. وقد وضعت صيغة Al2O3 الصحيحة بواسطة الكيميائي الألماني آيلهارد ميتشرلش في العام 1821م، مما ساعد بيرسيليوس بتحديد الوزن الذري الصحيح للمعدن 27.

## عزل عنصر الألومنيوم
حاول تيودور بارون دي هينوفيل في العام 1760م، تحويل الألومنيا إلى معدن ولكنه لم ينجح في ذلك، وادّعى أنه حاول بجميع الطرق المعروفة في ذلك العصر، على الرغم أن طرقه لم تُنشر. ومن المحتمل أنه قام بمزج الشبة مع الكربون أو بعض المواد العضوية أو الملح أو الصودا، وقام بتسخينها في فرن عامل بالفحم. في العام 1790م، كرّر الكيميائيان النمساويان أنطون ليوبولد روبريخت وماتيو توندي تجارب بارون بزيادة درجة الحرارة، ووجدا إثر ذلك جزيئات معدنية صغيرة اعتقدا أنها المعدن المطلوب، ولكن التجارب التي قام بها كيميائيون آخرون في وقت لاحق أظهرت أن تلك الجزيئات الصغيرة عبارة عن فوسفيد الحديد [الإنجليزية] الناجم عن شوائب الفحم ورماد الفحم الحجري المرمد. علق الكيميائي الألماني مارتن هاينرش كلابروت في أعقاب ذلك قائلًا: «إذا كان هناك تربة وُضِعت تحت ظروف للكشف عن طبيعتها المعدنية وعُرِضت لتجارب لتحويلها واُختبِرت في أعلى درجات الحرارة بشتى الطرق وعلى جميع المستويات، ومع كل ذلك لم يكتشف أحد بعد معدنيتها، فإن تلك التربة بالتأكيد هي الألومنيا».
قام لافوازييه في العام 1794م، وتلاه الكيميائي الفرنسي لويس برنارد جويون دي مورفو في العام 1795م، بإذابة الألومنيا إلى مينا بيضاء عن طريق حرق الفحم وتزويده بالأكسجين النقي ولكنهما لم يعثرا على أي معدن. وفي العام 1802م، قام الكيميائي الأمريكي روبرت هير بإذابة الألومنيا بواسطة أنبوب نفخ أوكسي هيدروجيني وحصل على المينا ولكن من دون أي معدن.
في العام 1807م، نجح الكيميائي البريطاني همفري ديفي بتحليل الألومنيا تحليلًا كهربيًا باستخدام بطاريات قلوية، ولكن السبائك الناتجة احتوت على البوتاسيوم والصوديوم ولم يكن لدى ديفي أي وسيلة لفصل المعدن المطلوب عنهما. ثم قام بتسخين الألومنيا مع البوتاسيوم مما أنتج أكسيد البوتاسيوم ولكن من دون المعدن المطلوب. في العام 1808م، أجرى ديفي تجربة مختلفة عن التحليل الكهربي للألومنيا، مما أظهر أن الألومنيا تتحلّل في الوسط الكهربائي ولكنها تنتج معدن يشوبه الحديد، ولم يكن قادرًا على فصلهما. في النهاية، قام بتجربة أخرى للتحليل الكهربي سعت إلى جمع المعدن على الحديد، ولكن مجددًا لم يتمكّن من فصل المعدن المطلوب عنه. اقترح ديفي تسمية المعدن بالألوميوم في العام 1808م، وبالألومينوم في العام 1812م، ليكون بذلك اسمه الحديث. استخدم علماء آخرون مصطلح الألومنيوم، وبقي المسمى السابق متداول لعقود لاحقة في الولايات المتحدة الأمريكية.
في العام 1813م، كرر الكيميائي الأمريكي بنيامين سيليمان تجربة روبرت هير وحصل على حبيبات صغيرة من المعدن المطلوب والتي أحرقت على الفور تقريبًا.

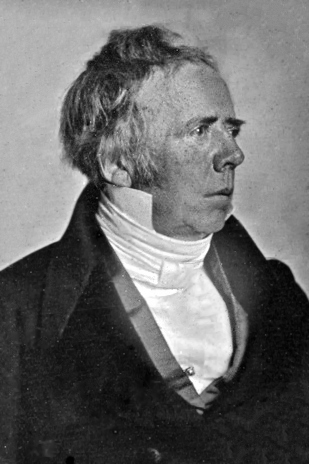
هانز كريستيان أورستد مكتشف معدن الألومنيوم.

في العام 1824م، حاول الفيزيائي الدنماركي هانز كريستيان أورستد إنتاج المعدن عن طريق خلط كلوريد الألومنيوم اللامائي مع ملغم البوتاسيوم، ونتج عن ذلك كتلة معدنية شبيهة بالقصدير، وقام في العام 1825م، بعرض نتائجه مع عينة من المعدن الجديد، وكتب في العام 1826م قائلًا «يمتلك الألومنيوم بريق معدني ولون رمادي نوعًا ما، ويتفتت في الماء ببطء شديد»، وهذا يشير إلى أنه حصل على سبائك الألومنيوم والبوتاسيوم بدلًا من حصوله على الألومنيوم النقي. أبدى أورستد اهتمامًا قليلًا لاكتشافه، ولم يُعلم ديفي أو بيرسيليوس اللذان كان يعرفها، وقام بنشر عمله في مجلة دنماركية غير معروفة للعامة في أوروبا، ونتيجة لذلك فإن اكتشاف العنصر لا يُنسب له، وقد زعمت بعض المصادر سابقًا أن أورستد لم يفصل الألومنيوم.
حاول بيرسيليوس في العام 1825م، فصل المعدن عن طريق غسل نظير البوتاسيوم بعناية من الملح الأساسي في الكريوليت في بوتقة. وقام قبل التجربة بتحديد صيغة هذا الملح بشكل صحيح كـ K3AlF6، ولم يعثر على أي معدن ولكن تجربته كانت قريبة جدًا من النجاح ولاحقًا أُعيدت بنجاح مرات عدة. كان خطأ بيرسيليوس متمثّلًا باستخدام كمية زائدة من البوتاسيوم مما جعل المحلول قلوي للغاية، الأمر الذي يذيب جميع الألومنيوم المشكل حديثًا.

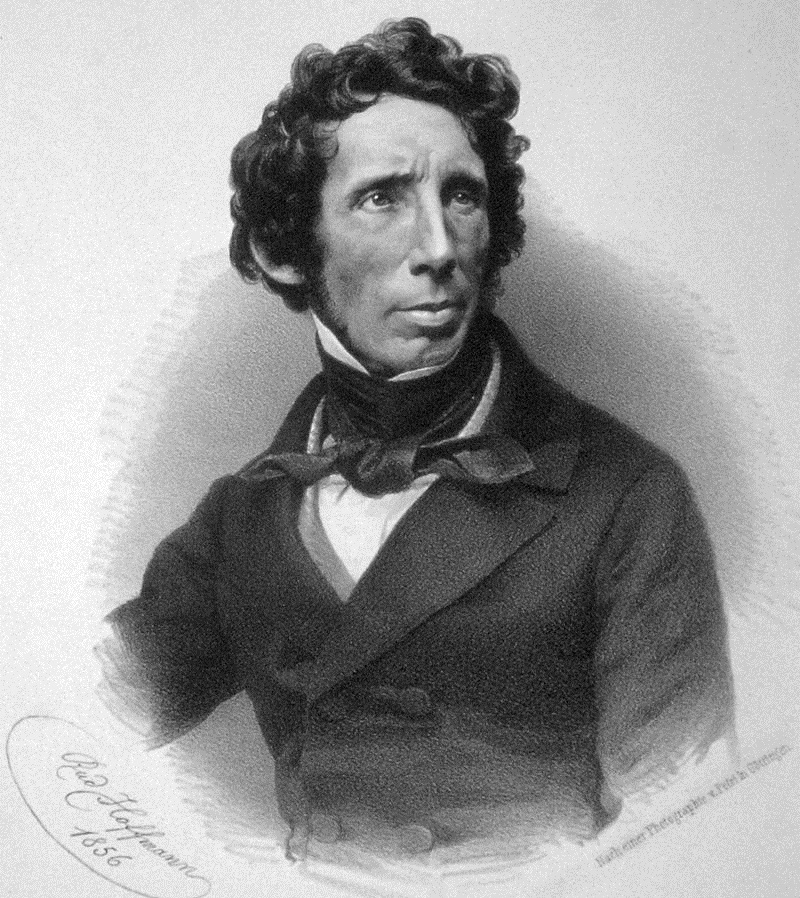
فريدرش فولر رائد وباحث في خصائص الألومنيوم.

في عام 1827م، قام الكيميائي الألماني فريدرش فولر بزيارة أورستد وحصل على إذن صريح لمتابعة أبحاث الألومنيوم التي لم يمتلك أورستد الوقت الكافي لها، وكرّر فولر تجارب أورستد ولكنه لم يجد أي ألومنيوم. كتب فولر في وقت لاحق لبيرسيليوس قائلًا أنّ «ما افترض أورستد باكتشافه له على أنه كتلة ألومنيوم ليس إلا بوتاسيوم يحتوي على الألومنيوم بالتأكيد». أجرى فولر تجربة مماثلة، حيث قام بخلط كلوريد الألومنيوم اللامائي مع البوتاسيوم وأنتج بذلك مسحوق الألومنيوم. وبعد سماع ذلك، أشار أورستد إلى أن الألومنيوم خاصته قد يحتوي على البوتاسيوم. أكمل فولر بحثه، وفي العام 1845م، تمكن من إنتاح قطع صغيرة من المعدن ووصف بعضًا من خصائصها الفيزيائية، وأشار وصف فولر للخصائص إلى أنه حصل على الألومنيوم غير النقي. فشل علماء آخرون أيضًا بإعادة تجربة أورستد، ونُسب الفضل إلى فولر بأنه المكتشف للمعدن. على الرغم من أن أورستد لم يكن مهتمًا بأولوية الاكتشاف، إلا أن بعض الدنماركيين حاولوا إثبات أنه من حصل على الألومنيوم. في العام 1921م، اكتشف الكيميائي الدنماركي يوهان فوغ سبب عدم الاتساق بين تجارب أورستد وفولر، حيث أظهر أن تجربة أورستد كانت ناجحة بفضل استخدام كمية كبيرة من كلوريد الألومنيوم الزائد وملغم مع كمية منخفضة من البوتاسيوم. في العام 1936م، نجح علماء من شركة الألومنيوم الأمريكية (بالإنجليزية: Alcoa)‏ بإعادة تلك التجربة، وما زالت العديد من المصادر اللاحقة تشير إلى فولر كمكتشف الألومنيوم.

## الإنتاج الصناعي المبكر
ظلَّ معدن الألومنيوم غير شائع لأن طريقة فولر لم تتمكن من إنتاج كميات كبيرة منه، وتجاوزت تكلفته سعر الذهب قبل أن يتم ابتكار طريقة جديدة لإنتاجه. وفي العام 1852م، بلغت كلفة الألومنيوم 545 دولار أمريكي للرطل الواحد.

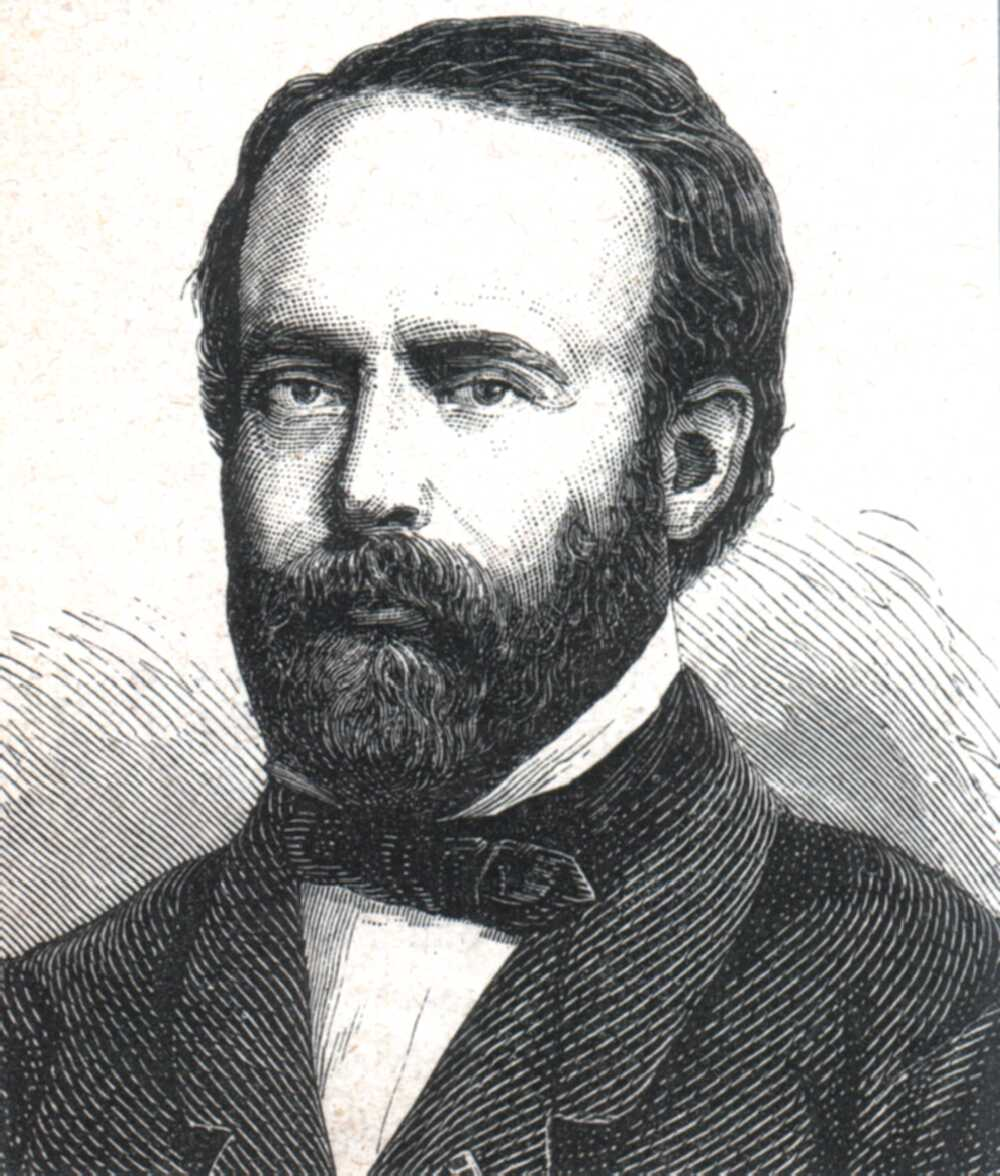
هنري إتيان سانت كلير ديفيل الذي أسس أول مصنع للألومنيوم.

في العام 1854م، أعلن الكيميائي الفرنسي هنري إتيان سانت كلير ديفيل في الأكاديمية الفرنسية للعلوم عن طريقة صناعية لإنتاج الألومنيوم بواسطة تحويل كلوريد الألومنيوم باستخدم الصوديوم الذي يُعتبر معدنًا مناسبًا أكثر وأقل كلفة من البوتاسيوم الذي استخدمه فولر، حيث تمكن من إنتاج صبة من المعدن. نتج عن ذلك وعد تقدّم به نابليون الثالث حاكم فرنسا في ذلك الوقت، بتقديم دعم غير محدود لصالح أبحاث الألومنيوم، إثر ذلك صرف ديفيل 36 ألف فرنك فرنسي، وهو ما عادل 20 ضعف الدخل السنوي لعائلة محدودة المستوى. كان اهتمام نابليون بالألومنيوم يكمن في استخداماته العسكرية المحتملة، فقد كان يأمل أن تُصنّع أسلحة وخوذات ودروع ومعدات أخرى لصالح الجيش الفرنسي من المعدن اللامع الجديد والخفيف. في حين لم يُعرض هذا المعدن على العامة في ذلك الوقت، وقد شاع عن نابليون أنه أقام مأدبة طعام قُدمت أواني الألومنيوم خلالها للضيوف الأكثر أهمية، في حين قُدّمت أواني ذهبية للضيوف الآخرين.
عُرّضت في وقت لاحق اثنتي عشرة صبة صغيرة من الألومنيوم لأول مرة للعامة في معرض يونيفرسال [الإنجليزية] في العام 1855م، وقُدّم المعدن بوصفه أنّه «الفضة المستخرجة من الطين» حيث أن الألومنيوم شبيه إلى حدّ بعيد بالفضة من ناحية الشكل، وسُرعان ما اُستخدِم هذا الاسم على نطاق واسع. جذب الألومنيوم انتباهًا واسعًا، ولم تكن جميع التعليقات إيجابية، فقد كتبت الصحف أنّ «المعرض الباريسي قد وضع نهاية للحكاية الخرافية حول الفضة المستخلصة من الطين»، بمعنى أن كثيرًا مما قيل حول المعدن مبالغ فيه إن لم يكن غير صحيح، وأن كمية المعدن المعروضة والتي بلغت قرابة الكيلوغرام تناقض ما كان متوقعًا بأنه لم يكتشف منه إلا القليل مما قلب العالم رأسًا على عقب. ومع ذلك، حاز المعدن على ملاحظة كُتّاب بارزين في ذلك الوقت وهم تشارلز ديكنز، نيكولاي تشيرنيشيفسكي وجول فيرن الذين تخيّلوا استخداماته في المستقبل. أدّى المعرض في النهاية إلى تسويق المعدن، وانخفض سعر الألومنيوم ليصبح 115 دولارًا أمريكيًا للرطل الواحد في العام 1855م، و17 دولارًا أمريكيًا للرطل في العام 1859م. وفي المعرض الثاني في باريس في العام 1867م، عُرضت أسلاك ورقائق الألومنيوم للزوار.

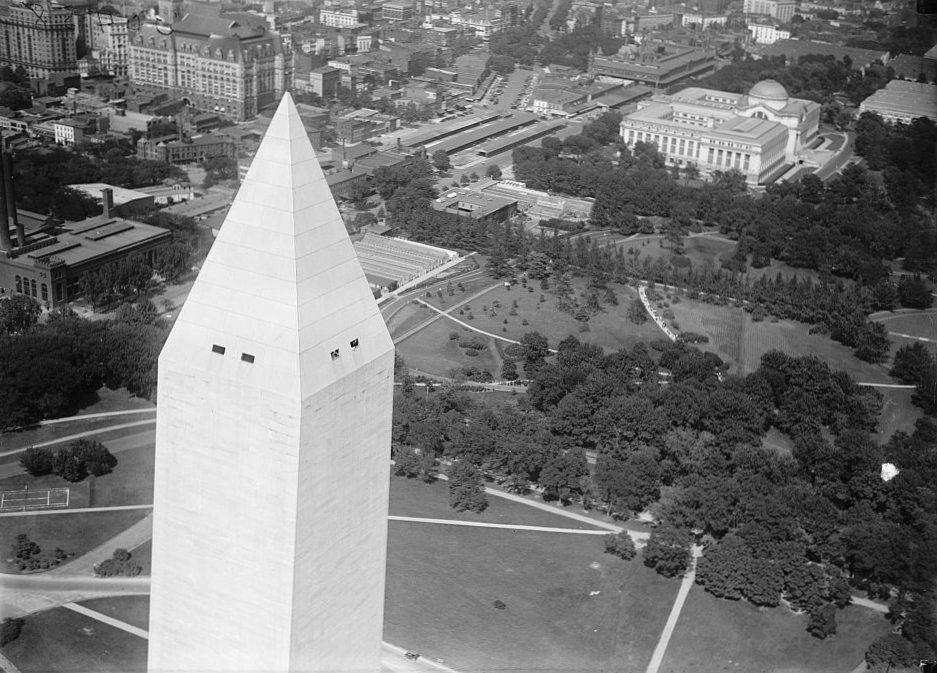
صُنّع الحجر الذي يعلو نصب واشنطن التذكاري في واشنطن العاصمة والبالغ وزنه 2,85 كيلوغرام (6,3 رطل) من الألومنيوم في العام 1884م، وكان في ذلك الوقت أكبر قطعة من الألومنيوم على الإطلاق.

لم يرغب المصنعون بتخصيص موارد إنتاج معادن معروفة مثل: الحديد والبرونز من أجل تجربة معدن جديد. وعلاوة على ذلك، لم يكن الألومنيوم المنتج ذُو خاصية نقاء كبيرة وكانت خصائصه مختلفة، مما أدّى في البدايات إلى إحجام عام عن إنتاج هذا المعدن الجديد. كان أول إنتاج صناعي للألومنيوم في العالم في مصهر في مدينة روان الفرنسية في العام 1856م، بواسطة ديفيل وشركائه، وانتقل مصهر ديفيل في ذلك العام إلى لا جلاسيير ومن ثمّ إلى مدينة نانتير، وفي عام 1857م إلى ساليندريس. كان يتم إنتاج كيلوغرامين من الألومنيوم يوميًا في المصنع في نانتير، وكانت نسبة نقاء الألومنيوم تبلغ 98%. في العام 1860م، باع ديفيل أسهم الألومنيوم الخاصة به إلى هنري ميرل [الإنجليزية] مؤسس شركة (بالفرنسية: Compagnie d'Alais et de la Camargue)‏ التي هيمنت على سوق الألومنيوم في فرنسا في العقود اللاحقة. استخدم المصنع في ساليندريس البوكسيت كخام أولي للألومنيوم، وسعى بعض الكيميائيين ومن بينهم ديفيل إلى استخدام الكريوليت، ولكن دون أي نجاح يُذكر. أسّس المهندس البريطاني ويليام جيرهارد مصنعًا يحتوي على مادة الكريوليت كمادة أولية أساسية في باترسي في لندن في العام 1856م، ولكن الصعوبات الفنية والمالية أجبرت المصنع على الإغلاق خلال ثلاث سنوات. قام صانع الحديد البريطاني إسحاق لوثيان بيل [الإنجليزية] بإنتاج الألومنيوم خلال الأعوام 1860-1874م، ولوح للحضور - خلال افتتاح مصنعه - بقبعته الفريدة والمُكلفة المصنوعة من الألومنيوم، ولا تتوافر إحصاءات حول هذا الإنتاج ولكنه لا يمكن أن يكون مرتفعًا للغاية. ازداد إنتاج ديفيل إلى طن متري واحد في العام 1860م، و1.7 طن في العام 1867م، و1.8 طن في العام 1872م، وفي ذلك الوقت كان الطلب على الألومنيوم منخفضًا، فمثلاً بلغت مبيعات ديفيل من الألومنيوم من قبل وكلائه البريطانيين 15 كيلوغرامًا في العام 1872م. كان الألومنيوم في ذلك الوقت يقارن بالفضة، وكان استخدامه مناسب لصناعة المجوهرات والتحف الفنية.

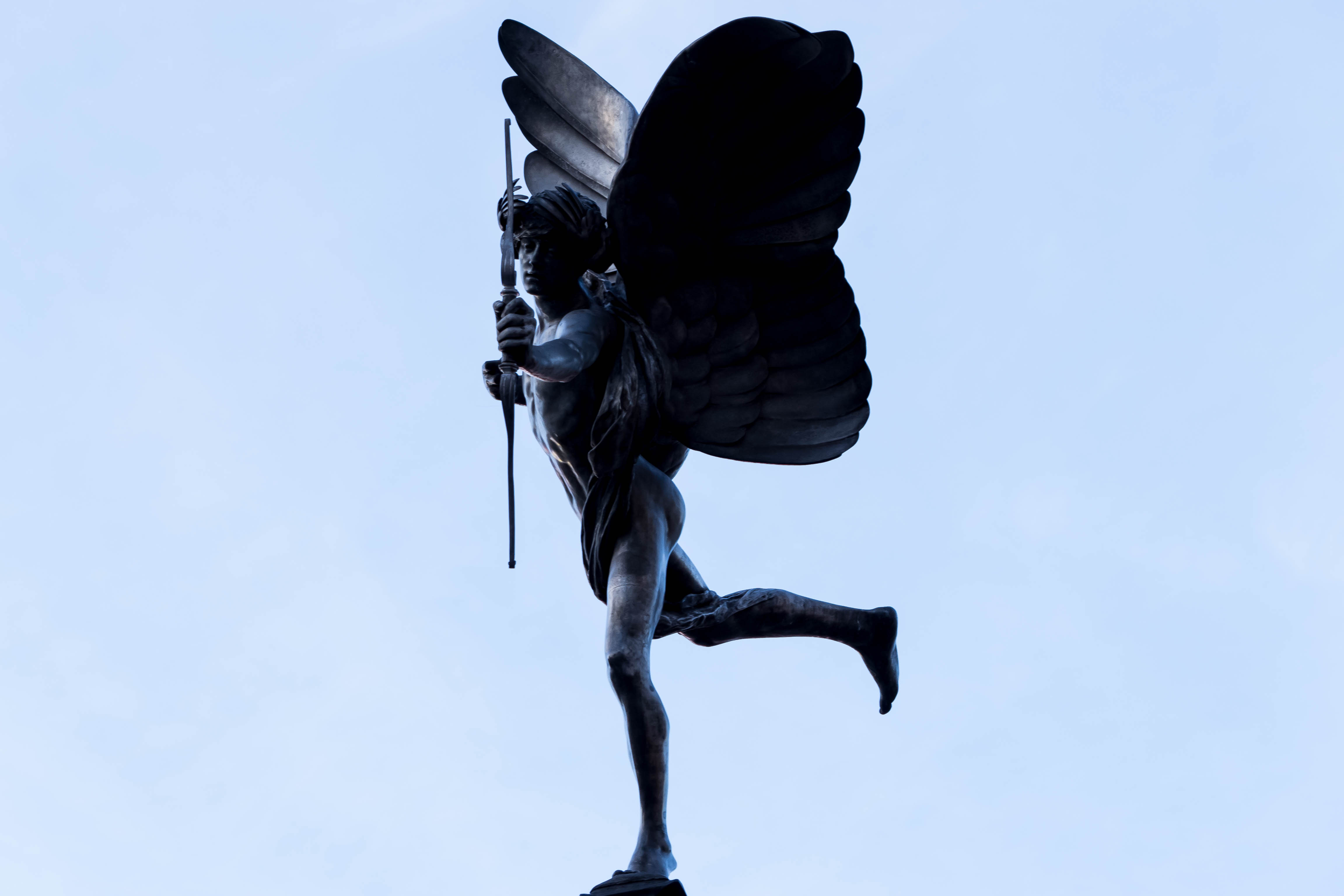
تمثال إيروس إله الحب في الميثولوجيا اليونانية في ميدان بيكاديلي في لندن. وقد بُني هذا التمثال في العام 1893م، ويعتبر أول عمل فني رئيسي مصنوع من الألومينوم.

بدأت مواقع إنتاج أُخرى بالظهور في ثمانينيات القرن التاسع عشر، وأطلق المهندس البريطاني جيمس فيرن ويبستر الإنتاج الصناعي للألومنيوم باستخدام الصوديوم في العام 1882م، وكان الألومنيوم الذي ينتجه أكثر نقاءً من ذلك الخاص بديفيل، حيث احتوى على شؤائب بنسبة 0.8% مقارنة بديفيل الذي احتوى إنتاجه على نسبة شوائب بلغت 2%. بلغ الإنتاج العالمي من الألومنيوم في العام 1884م، 3,6 أطنان. وفي العام 1884م، قام المهندس المعماري الأمريكي ويليام فريشموث بدمج إنتاج الصوديوم والألومينا والألومنيا في عملية تقنية واحدة، وهذا يُمثل عكس الاحتياج السابق لجمع الصوديوم الذي يحترق في الماء وأحيانًا في الهواء. في العام 1886م، ابتكر المهندس الأمريكي هاملتون كاستنر [الإنجليزية] طرق أقل كلفة لإنتاج الصوديوم، ممّا أدّى لخفض سعر الألومنيوم إلى 8 دولارات للرطل الواحد، ولكنه لم يمتلك رأس مال كافٍ لبناء مصنع كبير مثل ذلك الخاص بديفيل. وفي العام 1887م، قام ببناء مصنع في أولدبري وبنى ويبستر مصنعًا قريب منه واشترى الصوديوم من كاستنر لاستخدامه في إنتاج الألومنيوم الخاص به. وفي العام 1887م، بدأ إنتاج "Aluminium- und Magnesiumfabrik" في بريمن، وأطلق عالم المعادن الألماني كورت نيتو طريقة تستخدم الكريوليت مع الصوديوم لإنتاج الألومنيوم الذي احتوى على نسبة شوائب بلغت 0.5-1%. قدرت وزارة الداخلية الأمريكية في العام 1890م، إجمالي كمية الألومنيوم الصافي المُنتج بين الأعوام 1860م إلى 1899م، في فرنسا والمملكة المتحدة والولايات المتحدة وألمانيا بـ 116 طنًا أي ما يعادل 105 طن متري، وتم الإشارة في تصريح إلى أن «المؤشرات تدل إلى أنه سيتم زيادة التصنيع إلى حد كبير جدًا من الآن فصاعدًا وهذا سيؤدي إلى زيادة الكمية والإنتاج السنوي».

## الإنتاج الكهربائي
حُضّر الألومنيوم للمرة الأولى كهربائيًا في العام 1854م، بشكل مُنفرد من قبل كل من الكيميائي الألماني روبرت فيلهلم بنزن والفرنسي ديفيل، ولم تصبح طرقهما في التحليل الكهربائي أساسًا للإنتاج الصناعي للألومنيوم، لأن الإمدادات الكهربائية لم تكن ذات كفاءة كافية في ذلك الوقت، إلّا أن ذلك تغيّر في العام 1870م، بعد اختراع الدينامو بواسطة المهندس البلجيكي زينوب ثيوفيل غرام الذي جعل توليد كميات كبيرة من الكهرباء أمرًا ممكنًا، وذلك باستخدام التيار ثلاثي الأطوار. وفي العام 1889م، أصبحت الكهرباء قابلة للانتقال عبر المسافات الكبيرة بفضل المهندس الروسي ميخائيل دوليفو دوبروفولسكي [الإنجليزية]. بعد فترة قصيرة من هذا الاكتشاف، توجه بنزن إلى مجالات أخرى من الاهتمام بينما لُوحظ عمل ديفيل من قبل نابليون الثالث الذي قام بدوره بتمويل أبحاث إنتاج الألومنيوم الخاصة بديفيل، وسُرعان ما أدرك ديفيل أن الإنتاج الكهربائي غير عملي في ذلك الحين، واتجه بذلك إلى الطرق الكيميائية.
طُوّرت أول طريقة إنتاج واسعة النطاق من قبل المهندس الفرنسي بول هيرو والمهندس الأمريكي تشارلز مارتن هول في العام 1886م، وغدت تُعرف - حتى يومنا هذا - باسم عملية هول-هيرو. بدا التحليل الكهربائي للألومينا النقية غير عملي بسبب درجة انصهاره العالية جدًا، وقد أدرك كُل من هيرو وهول أن درجة انصهاره يمكن أن تُخفّض بشكل كبير في حالة وجود الكريوليت المنصهر. لم يحظ اختراع هيرو بالاهتمام الكافي لأن الطلب على الألومنيوم كان ما يزال محدودًا ولم يرغب مصنع ديفيل في ساليندريس في تطويره. في العام 1888م، أسّس هيرو ورفاقه مصنع (بالألمانية: Aluminium Industrie Aktien Gesellschaft) وبدأوا بالإنتاج الصناعي لبرونز الألومنيوم في مدينة نويهاوزن أم راينفال. بقي هذا الإنتاج نشطًا لمدة عام، وخلال تلك الفترة تأسست الشركة الفرنسية للكهرباء في باريس والتي قامت بشراء براءات اختراع هيرو وعينته مديرًا لمصهر في إقليم إزار، والذي بدوره بدأ أوّلًا بإنتاج برونز الألومنيوم على نطاق واسع، ثم الألومنيوم النقي في غضون أشهر.
في نفس الوقت، أنتج هول الألومنيوم بنفس الطريقة في منزله في أوبرلين وقام باختباره بنجاح في مصهر في لوكبورت، ثم سعى لتوسيع إنتاجه على نطاق واسع. لم يرغب أصحاب المصهر في تغيير طرق الإنتاج الخاصة بهم لأنهم خشوا أن يؤدي الإنتاج الضخم للألومنيوم إلى خفض سعر المعدن فورًا، وقد فكّر رئيس الشركة بشراء براءة اختراع هول  لضمان عدم استفادة المنافسين منه. في العام 1888م، أسس هول شركة بيتسبرغ للتخفيض (بالإنجليزية: Pittsburgh Reduction Company)‏ حيث بدأ بإنتاج الألومنيوم، وشهدت هذه التكنولوجيا تطورًا، بعد بناء مصانع جديدة في السنوات التي تلت ذلك.
ساهمت عملية هول-هيرو في تحويل الألومينا إلى المعدن، وقد اكتشف الكيميائي النمساوي كارل جوزيف باير طريقة لتنقية البوكسيت من أجل الحصول على الألومينا في عام 1889م، وتعرف هذه الطريقة الآن باسم عملية باير. عمل باير على تلبيد البوكسيت مع القلويات ورشّحها مع الماء، واكتشف بعد تلبيده للمحلول وإضافة نواة التبلّور إليه راسباً من هيدروكسيد الألومنيوم النقي والذي تحلّل إلى ألومينا عند تسخينه. وفي غضون سنوات قليلة، اكتشف أنّ مكوّنات الألومنيوم من البوكسيت تذوب في البقايا القلوية الناتجة عن عزل المواد الصلبة للألومينا، وقد كان هذا الاكتشاف حاسمًا في التوظيف الصناعي لهذه الطريقة.

الإنتاج العالمي للألومنيوم في 1885-1899م.

بلغ الحجم الإجمالي للألومنيوم غير المشوب الذي أنتج بواسطة طريقة ديفيل الكيميائية بين الأعوام 1856-1889م ما مقداره 200 طن متري.  وبلغ الإنتاج في العام 1890م وحده 175 طن متري،  ونمى حجم الإنتاج ليصبح 715 طنًا متريًا في العام 1893م، و4034 طنًا متريًا في العام 1898م، ما أدّنى بدوره إلى انخفاض سعر الألمنيوم إلى دولارين أمريكيين لكل رطل في العام 1889م، وإلى نصف دولار أمريكي لكل رطل في العام 1894م.
بحلول نهاية العام 1889م، حُقّق نقاء عالٍ من الألومنيوم الناتج عن التحليل الكهربائي، وأصبح مصنع ويبستر مهجورًا في العام 1890م، إثر افتتاح مصنع للتحليل الكهربائي في إنجلترا. تفوّق الألومنيوم الكهربائي على ميزة نيتو الرئيسية المتمثلة بالنقاء العالي للألومينيوم الناتج، مما أدّى لإغلاق شركته في العام التالي. قررت شركة أليس وكامراغ (بالفرنسية: Compagnie d'Alais et de la Camargue)‏ الانتقال لاستخدام الإنتاج الكهربائي، وافتتحت أول مصنع يستخدم هذه الطريقة في العام 1895م.
يعتمد الإنتاج الحديث لمعدن الألومينوم على عملية باير وعملية هول-هيرو، وقد حُسّنت عملية هول-هيرو في العام 1920م، بواسطة فريق يرأسه الكيميائي السويدي كارل فيلهلم سودربرغ. كانت المصاعد في الخلايا الكهربائية تُصنع من كتل الفحم غير الموضوعة في الفرن والتي كانت تتلف بسرعة مما يتطلب استبدالها، وعمل الفريق على صنع أقطاب كهربائية تواصلية بواسطة مادة قطران فحم الكوك بمعامل حجرة الاختزال، مما أدى إلى زيادة كبيرة في الإنتاج العالمي للألومينوم.

## استخدامات عامة للألومنيوم

الأسعار الرمزية (حسب قيمة الدولار في الولايات المتحدة الأمريكية المعاصرة باللون الأزرق) والأسعار الحقيقية (حسب قيمة الدولار في الولايات المتحدة الأمريكية في عام 1998م باللون الأحمر) للألومنيوم منذ عام 1900م.

انخفضت أسعار الألومنيوم الذي أصبح بحلول أوائل تسعينيات القرن التاسع عشر مستخدمًا على نطاق واسع في المجوهرات وإطارات النظارات والأجهزة البصرية والعديد من أدوات الحياة اليومية. بدأ إنتاج أدوات المائدة من الألومينيوم في أواخر القرن التاسع عشر، وحلّت مكان الأدوات المصنوعة من النحاس والحديد المسبوك تدريجيًا في العقود الأولى من القرن العشرين.

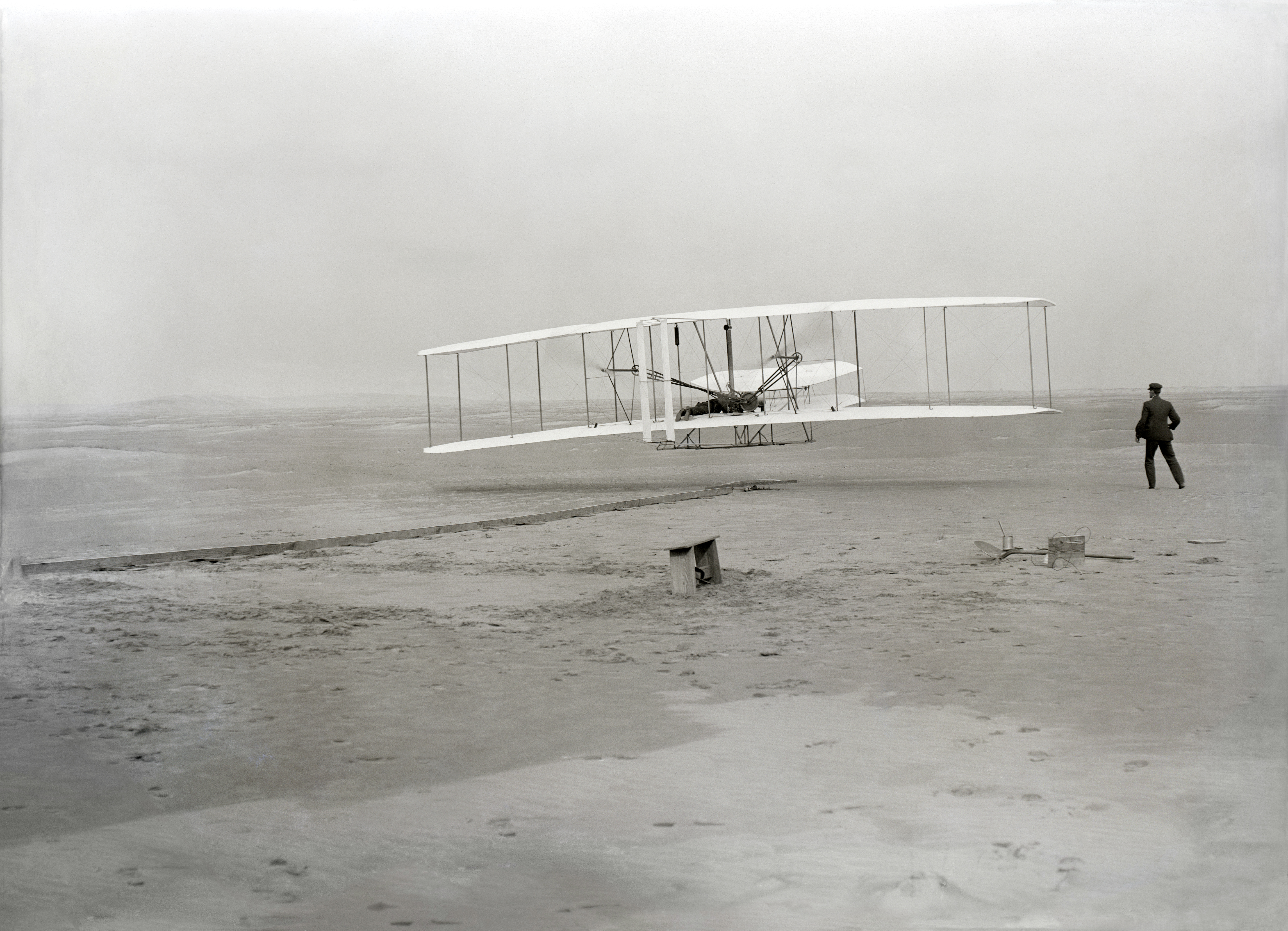
أول رحلة طيران قام بها الأخوان رايت في العام 1903م. كان هناك حاجة إلى مادة خفيفة قوية للمُحرّك، وقد استخدم الألومنيوم الخفيف المخلوط بالنحاس لمنح مزيد من القوة.

أدّى ذلك -إضافة إلى نعومته وخفته- لانتشار رقائق الألومينوم بين العامة في ذلك الوقت، إلّا أنه سُرعان ما اُكتشِف أن خلطه مع المعادن الأخرى يمكن أن يزيد من صلابته مع احتفاظه بكثافته المنخفضة. اُستخدِمت سبائك الألومنيوم بعدة طرق في نهاية القرن التاسع عشر وبداية القرن العشرين. فعلى سبيل المثال، اُستخدِم برونز الألومنيوم [الإنجليزية] لصنع الرباطات المرنة والصفائح والأسلاك، واُستخدِم على نطاق واسع في بناء السفن وصناعات الطيران. بينما اُستخدِمت في صناعة الطائرات سبيكة ألومنيوم جديدة تسمى ديورالومين، اُخترِعت في العام 1903م. بدأ إعادة تدوير الألومنيوم في بدايات العام 1900م، واُستخدِمت على نطاق واسع منذ ذلك الحين لأن الألومنيوم لا يتلف من إعادة التدوير ويمكن إعادة تدويره مرارًا وتكرارًا.
في تلك المرحلة، تم فقط إعادة تدوير الألومنيوم المستخدم من قبل المستهلكين. وخلال الحرب العالمية الأولى، احتاجت الحكومات الكبرى لشحنات كبيرة من الألومنيوم لتركيب هياكل الطائرات الخفيفة والقوية، وقامت بتقديم الدعم المالي للمصانع وأنظمة الإمدادات الكهربائية الضرورية. بلغ إنتاج الألومنيوم الكلي ذروته خلال الحرب العالمية الأولى، حيث كان الإنتاج العالمي من الألومنيوم في العام 1900م، قد بلغ 6800 طن متري، بينما تجاوز الإنتاج السنوي 100,000 طن بحلول العام 1916م. تسبّبت الحرب في زيادة الطلب على الألومنيوم الذي لم يكن إنتاجه الأولي المتنامي قادرًا على إشباعه بشكل كامل، كما ونمت إعادة التدوير بشكل متزايد، وتلى ذروة الإنتاج انخفاضًا أعقبهُ ازدهار سريع.

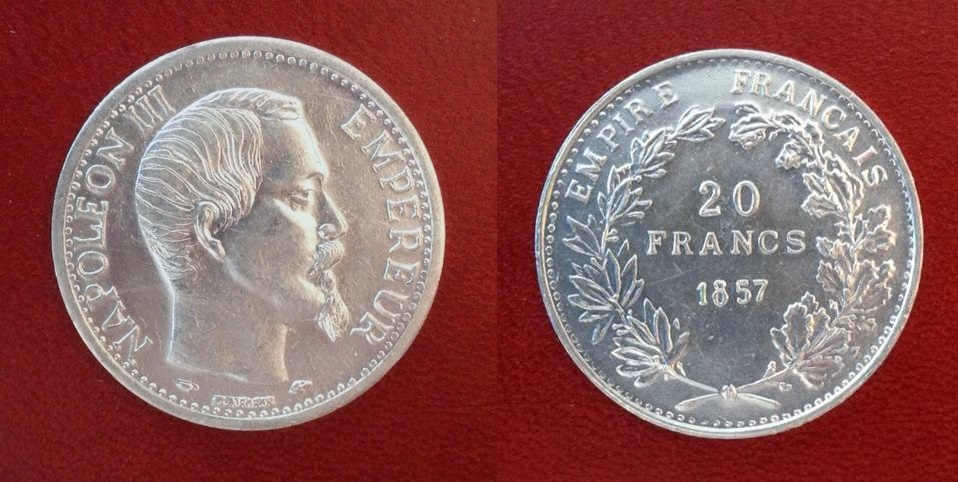
عملة ألمانية مصنوعة من الألومنيوم تعود للعام 1920م.

خلال النصف الأول من القرن العشرين، انخفض السعر الحقيقي للألومنيوم باطراد من 14,000 دولار أمريكي للطن المتري الواحد في العام 1900م ليصبح 2,340 دولار أمريكي في العام 1948م (حسب قيمة الدولار في العام 1998م)، مع بعض الاستثناءات مثل الارتفاع الحاد في الأسعار خلال الحرب العالمية الأولى. كانت كميّات الألومنيوم وفيرة، وبدأت ألمانيا في العام 1919م، استبدال عملاتها الفضية بأخرى مصنوعة من الألومنيوم، وتوجه الناس إلى عملات الألومنيوم مع ارتفاع التضخم في البلاد.
بحلول منتصف القرن العشرين، أصبح الألومنيوم جزءًا من الحياة اليومية وأصبح مكوّنًا أساسيًا في الأدوات المنزلية. ظهرت عربات نقل الألومينيوم لأول مرة في العام 1931م، وأتاحت لها بنيتها الخفيفة نقل المزيد من الحمولة. خلال ثلاثينيات القرن العشرين، ظهر الألومينيوم كمادة تستخدم في الهندسة المدنية، حيث استخدِم في البناء الأساسي وبناء الديكورات الداخلية، كما وطُور استخدامه في الهندسة العسكرية لصالح الطائرات ومحركات الدبابات.
كان الألومنيوم الذي يُحصل عليه من إعادة التدوير يعتبر أقل جودة من الألومنيوم الأولي بسبب السيطرة الكيميائية الضعيفة وسوء إزالة الزغل والخبث. تطوّرت آلية إعادة التدوير بشكل عام ولكنّها اعتمدت إلى حد كبير على مخرجات الإنتاج الأولي. فعلى سبيل المثال، كان يُنتج المزيد من الألومنيوم الأولي مع انخفاض أسعار الطاقة في الولايات المتحدة الأمريكية في ثلاثينيات القرن العشرين باستخدام عملية هول-هيرو التي تستهلك كميات طاقة كبيرة، وأدى ذلك إلى تقليل الحاجة لعملية التدوير وبالتالي خفض معدلات تدوير الألومنيوم. وبحلول العام 1940م، بدأت العمليات الشاملة لتدوير الألومنيوم بعد الاستخدام.
خلال الحرب العالمية الثانية، وصل الإنتاج مرة أخرى لذروته وتخطى في البداية حاجز 1,000,000 طن متري في العام 1941م. كان الألومنيوم يُستخدم بكثرة في إنتاج الطائرات ومثّل مادة إستراتيجية ذات أهمية بالغة، لدرجة أن وزير الداخلية الأمريكي في العام 1941م، صرّح عندما لم تقم شركة الألومنيوم الأمريكية Alcoa (خَلفت شركة هال Pittsburgh Reduction Company التي احتكرت إنتاج الألومنيوم في الولايات المتحدة الأمريكية في ذلك الوقت) بتوسيع إنتاجها قائلًا: «إذا خسرت أمريكا الحرب، فإن الفضل حينها سيعود لشركة الألومنيوم الأمريكية».

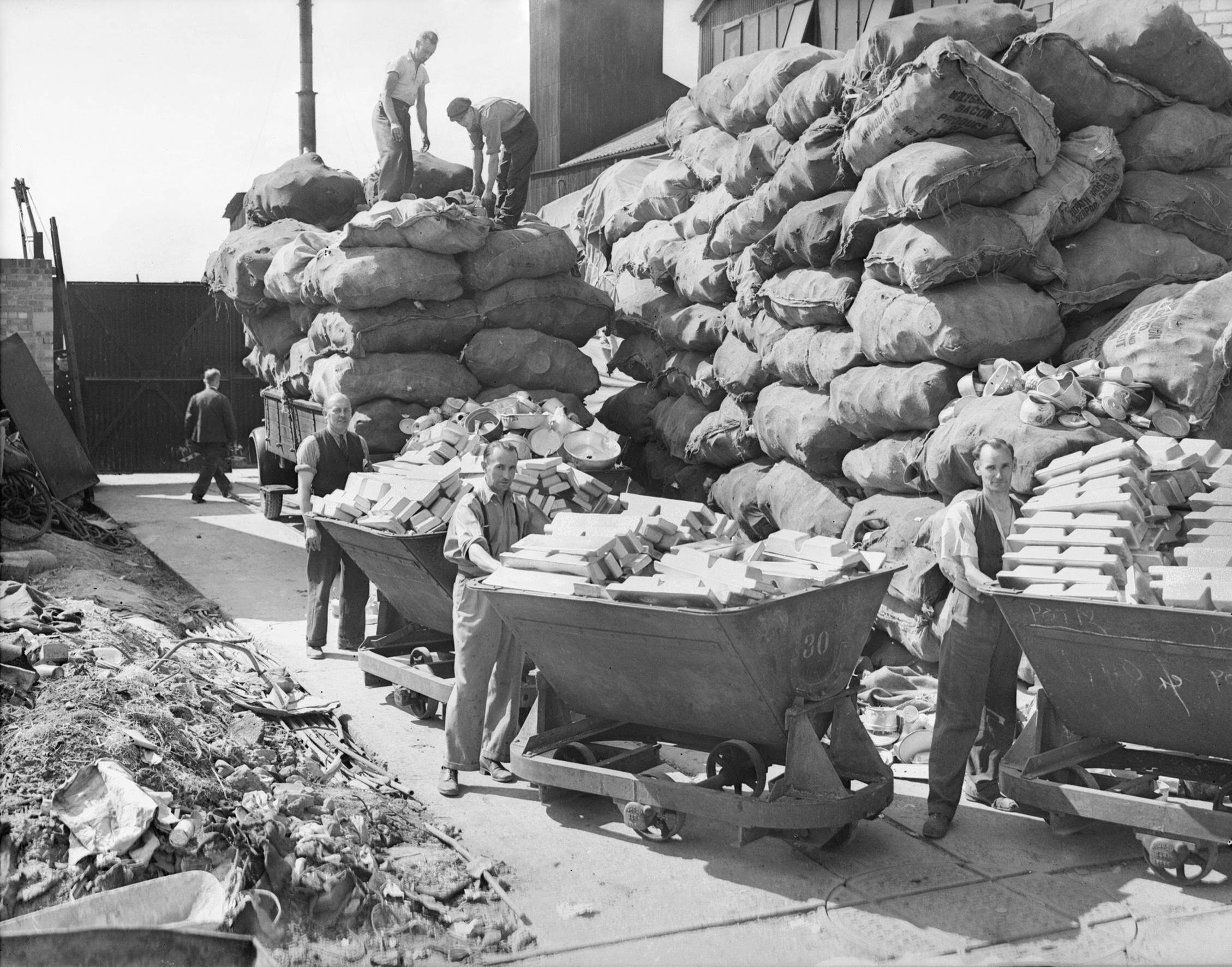
جمع البريطانيون الألومنيوم من العائلات خلال الحرب، حيث استخدم لتصنيع الطائرات.

وفي العام 1939م، كانت ألمانيا تُعتبر أكبر مُنتجٍ للألومنيوم في العالم، وكان الألمان يعتبرونه وسيلة مهمة في الحرب. استمر استخدام عملات الألومنيوم التي كانت ترمز إلى الضعف في البداية ولكنها أصبحت تمثل القوة بحلول العام 1939م، وبدأ سحبها من التداول في العام 1941م.
بدأت المملكة المتحدة بعد تعرّضها لهجوم في العام 1940م، برنامجًا طموحًا لإعادة تدوير الألومنيوم، ودعى وزير إنتاج الطائرات [الإنجليزية] - الذي كان حينها حديث التعيين - الشعب للتبرع بأي ألومنيوم منزلي من أجل بناء الطائرات.
تلقى الاتحاد السوفيتي 328,100 طن متري من الألومنيوم من قبل المشاركين في القتال بين الأعوام 1941-1945م، واُستخدِم هذا الألومنيوم لصنع محركات الطائرات والدبابات. تلك الشحنات، كان يمكن أن يتعرض إنتاج الطائرات السوفيتية إلى الانخفاض لأكثر من النصف، وكان الإنتاج قد انخفض بالفعل بعد الحرب ولكنه عاود الارتفاع مُجددًا. في العام 1954م، كان الإنتاج العالمي يساوي 2,810,000 طن متري؛ تجاوز هذا الإنتاج إنتاج النحاس، مما يجعله أكثر المعادن غير الحديدية المنتجة.

## عصر الألومنيوم
تكون أول قمر صناعي أُطلِق من الأرض في العام 1957م، من نصفين مُتّصلين صُنعا من الألومنيوم، واُستخدِم الألومنيوم في صناعة جميع المركبات الفضائية لاحقًا. وبدأ أيضًا تصنيع العبوات الألومنيومية في العام 1956م، واُستخدمت للمشروبات في العام 1958م. في ستينيات القرن العشرين، اُستخدِم الألومنيوم في صناعة الأسلاك والكيبلات، وجرى استخدام هذا المعدن في إضاءة القطارات فائقة السرعة منذ سبعينيات القرن الماضي، كما أن استخدام الألومنيوم يشهد نموًا في صناعة السيارات.

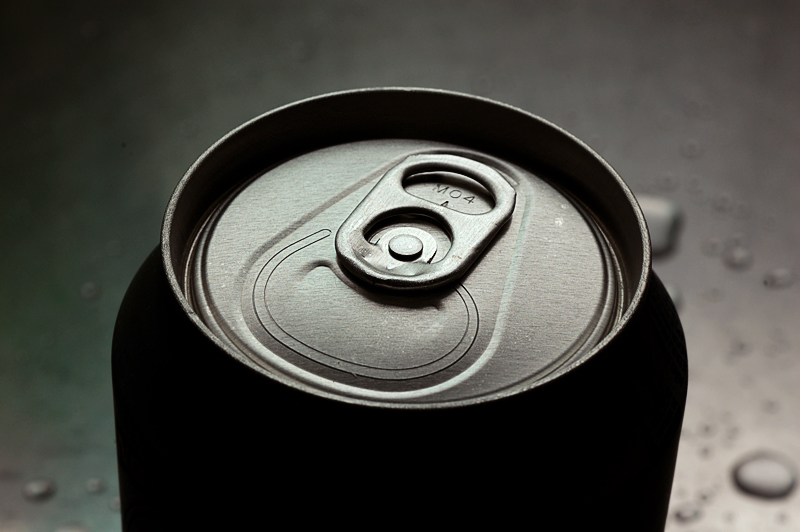
علبة مصنوعة من الألومنيوم.

بحلول العام 1955م، سيطرت ست شركات كبرى على السوق العالمي لإنتاج الألومنيوم، وقد بلغت حصة هذه الشركات في السوق مجتمعة 86%. منذ العام 1945م، نما استهلاك الألومينيوم بنسبة تقارب 10% سنويًا على مدار حوالي ثلاثة عقود، وحقّق مكاسب في أدوات البناء والكيبلات الكهربائية والرقائق وصناعة الطائرات. في بدايات سبعينيات القرن العشرين، حصل نمو إضافي جراء تطوير صناعة علب المشروبات من الألومينيوم، وانخفض السعر الحقيقي حتى أوائل السبعينيات. كان السعر الحقيقي في عام 1973م يبلغ 2130 دولار أمريكي (بقيمة الدولار الأمريكي في العام 1998م)، وكانت الدوافع الرئيسية لانخفاض الأسعار مُتمثّلة بانخفاض تكاليف الاستخراج والتصنيع بسبب التقدم التكنولوجي وارتفاع إنتاج الألومنيوم الذي تجاوز 10,000,000 طن متري في العام 1971.
في أواخر الستينيات، أصبحت الحكومات مُدركة لواقع النفايات الناتجة عن الإنتاج الصناعي وقامت على إثر ذلك بفرض سلسلة من القوانين لصالح إعادة التدوير والتخلص من النفايات. وبدأ الاستغناء عن أَنُودات سودربرغ (بالإنجليزية: Söderberg anodes)‏ التي وإن كانت تعمل على توفير رأس المال واليد العاملة من عملية التذويب ولكنها في المقابل كانت ذات تأثير مؤذ على البيئة بسبب الصعوبة الكبيرة في جمع أبخرة الإنتاج والتخلص منها، بذلك بدأ المنتجون بالعودة إلى الأنودات المُصنّعة مسبقًا. بدأ مجال صناعة الألومنيوم بالترويج لإعادة تدوير علب الألومنيوم في محاولة لتجنّب فرض قيود عليها، وأدّى هذا الأمر إلى تعزيز إعادة تدوير الألومنيوم الذي سبق وأن اُستخدِم من قبل المستهلكين. فعلى سبيل المثال، تضاعفت مستويات إعادة تدوير الألومنيوم في الولايات المتحدة الأمريكية 3,5 مرات خلال الأعوام 1970-1980م، وبلغت النسبة 7,5 مرات حتى العام 1990م. نمت تكاليف إنتاج الألومنيوم الأولي في سبعينيات وثمانينيات القرن العشرين، وساهم هذا أيضًا في نمو إعادة تدوير الألومنيوم.
في السبعينيات، أصبح الألومنيوم سلعة للتبادل بسبب الطلب المتزايد عليه، وفي العام 1978م، دخل بورصة لندن للمعادن التي تمثل أقدم بورصة للمعادن الصناعية في العالم. ومنذ ذلك الحين، تم تداول الألومنيوم مقابل الدولار الأمريكي وتقلّبت أسعاره إلى جانب أسعار صرف العملات. ازدادت التكلفة الصافية للألومنيوم بسبب الحاجة إلى استخدام الودائع المنخفضة ذات الجودة الرديئة واستخدام تكاليف المدخلات المتزايدة السريعة (الطاقة قبل كل شيء، والبوكسيت أيضًا) بالإضافة إلى التغيرات في أسعار الصرف واتفاقية الغازات الدفيئة، وارتفع السعر الحقيقي في سبعينيات من القرن العشرين.

إنتاج العالم من الألومنيوم منذ العام 1990م.

أدّت الزيادة في السعر الحقيقي والتغيرات في التسعيرات والضرائب إلى بداية في إعادة توزيع حصص المنتجين في العالم. فقد مثلت الولايات المتحدة الأمريكية والاتحاد السوفيتي واليابان قرابة 60% من الإنتاج العالمي الأولي في عام 1972م، بلغت كذلك حصتها مجتمعة من استهلاك الألومينيوم 60% تقريبًا كذلك، ولكن حصتها مجتمعة تخطّت حاجز 10% بقليل فقط في العام 2012. بدأ التحول في الإنتاج في سبعينيات القرن العشرين، وبدأ الإنتاج بالانتقال من الولايات المتحدة الأمريكية واليابان وأوروبا الغربية إلى أستراليا وكندا والشرق الأوسط وروسيا والصين حيث كانت التكلفة أقل بسبب أسعار الكهرباء المنخفضة والقوانين الحكومية المؤاتية مثل الضرائب المنخفضة والدعم الحكومي. انخفضت كلف الإنتاج في الثمانينيات والتسعينيات بسبب تطور التكنولوجيا وانخفاض أسعار الطاقة والألومينا وارتفاع أسعار صرف دولار الولايات المتحدة الأمريكية.

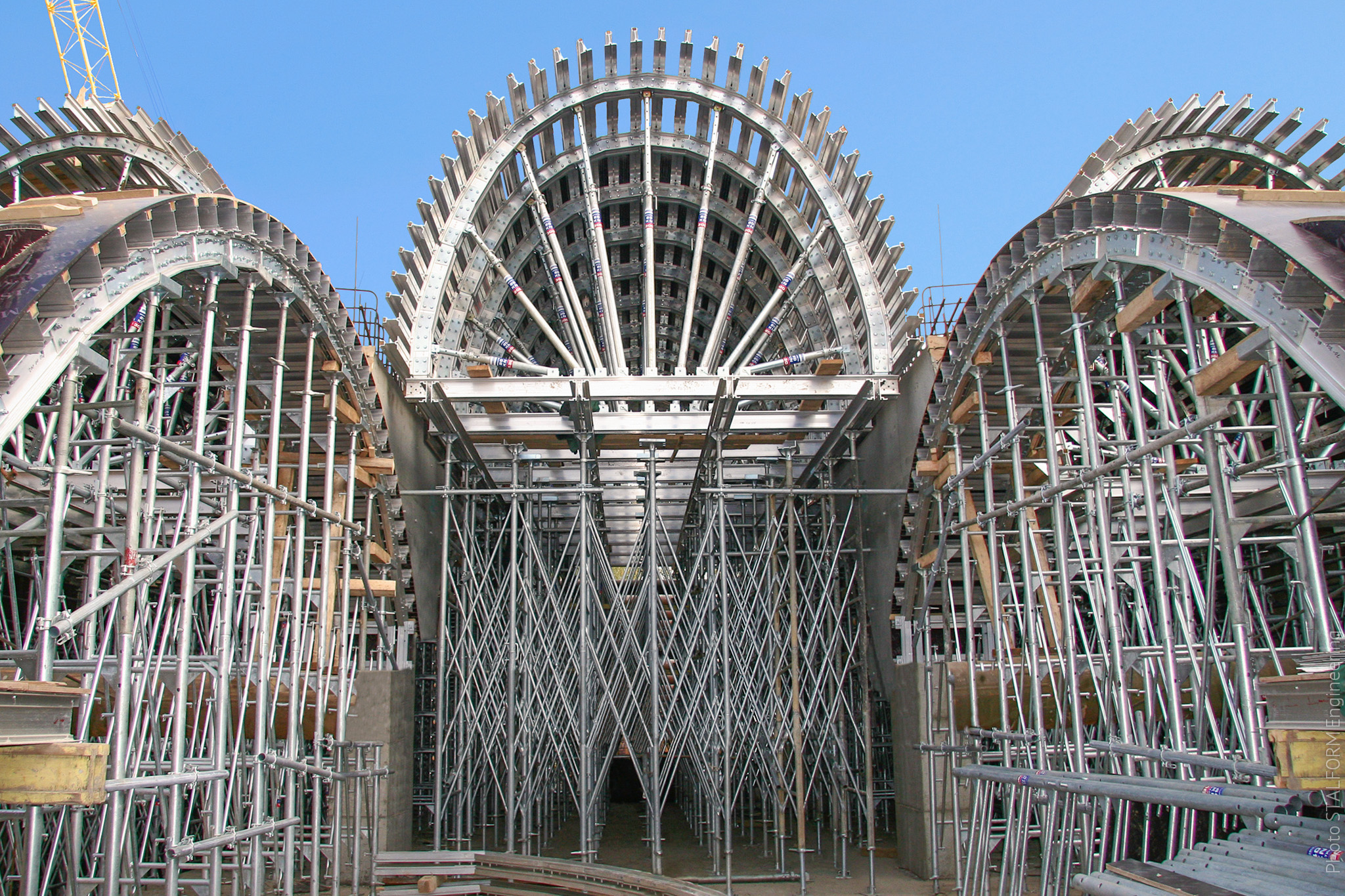
التصميم الخارجي لمحطة فولوكولامسكايا في الشمال الغربي من موسطو التي افتتحت في العام 2009، وقد استخدم الألمنيوم مادة رئيسية في صب العوارض فيها.

في العقد الأول من القرن الحادي والعشرين، نمت حصة الدول صاحبة أسرع نمو اقتصادي بالعالم مجتمعة من 32.6% إلى 56.5% من ناحية الإنتاج الأولي، ومن 21.4% إلى 47.8% من ناحية الاستهلاك الأولي. جمعت الصين حصة كبيرة بشكل خاص من الإنتاج العالمي بفضل وفرة الموارد وأسعار الطاقة المنخفضة والحوافز الحكومية، كما ورفعت حصتها من الاستهلاك من 2% في العام 1972م إلى 40% في العام 2010. وكذلك كان الحال أيضًا بالنسبة للولايات المتحدة الأمريكية التي بلغت نسبتها 11%، أما باقي الدول فلم تتجاوز 5%. كان معظم الألومينيوم يُستهلك في الولايات المتحدة الأمريكية وأوروبا الغربية واليابان في قطاعات النقل والهندسة والبناء والتعبئة.
في منتصف العقد الأول من القرن الحادي والعشرين، تسببت زيادة أسعار الطاقة والألومينا والكربون (المستخدم في صناعة الأقطاب) في زيادة تكاليف الإنتاج بسبب التغير في أسعار صرف العملات والتي كانت متمثلة بانخفاض قيمة الدولار الأمريكي وزيادة الين الصيني الذي أصبح ذا أهمية لأن معظم الألومنيوم الصيني كان سعره رخيصًا نسبيًا.
استمر الإنتاج العالمي من الألومنيوم بالزيادة، وفي العام 2013 تجاوز 50,000,000 طن متري وبلغ 57,500,000 طن في العام 2015، وكان يبلغ سعره الحقيقي (حسب قيمة الدولار الأمريكي في عام 1998) 1340 دولار لكل طن متري والذي يُعادل 1940م دولار لكل طن (حسب قيمة الدولار المعاصر).

### عربيًا
تُبين مجموعةٌ من الإحصاءات لمجلس الألومنيوم الخليجي بأن إنتاج الألومنيوم في دول الخليج العربي تجاوز في العام 2013 حاجز 5 ملايين طن سنويًا، وقد بلغت نسبة الألومنيوم المعاد تدويره 2%. حسب إحصائية عام 2007، فإنَّ البحرين جاءت بالمركز الأول عربيًا والتاسع عالميًا في إنتاج الألومنيوم حيث وصل حجم إنتاجها حوالي 872 ألف طن سنويًا، أما الإمارات العربية المتحدة فجاءت بالمركز الثاني عربيًا والعاشر عالميًا بحجم إنتاج وصل إلى 861 ألف طن سنويًا.
بلغ إنتاج دول الخليج العربي من الألمنيوم في عام 2017 حوالي 5.2 مليون طن. تُعد المملكة العربية السعودية الأكثر استخدامًا للألمنيوم في الخليج، وهي الدولة الوحيدة خليجيًا والتي لديها صناعة ألمنيوم متكاملة، من توافر المواد الخام، وكثرة مصانع التكرير ومصاهر الإنتاج التي تستخدم المنتج النهائي في صناعات تحويلية متعددة. تُنتج السعودية حوالي 760 ألف طن من الألمنيوم سنويًا، وهي تحتل المرتبة الثالثة عربيًا.

### فهرس المراجع
1. 1 2  Drozdov 2007، صفحات 12–14.
2. 1 2  Pliny's Natural History. ترجمة: Rackham، H.؛ Jones، W.H.S.؛ Eichholz، D. E. Harvard University Press; William Heinemann. 1949–54. مؤرشف من الأصل في 2016-12-29. {{استشهاد بكتاب}}: |archive-date= / |archive-url= timestamp mismatch (مساعدة)
3. 1 2  Duboin, A. (1902). "Les Romains ont-ils connu l'aluminium ?" [Did the Romans know about aluminum?]. La Revue Scientifique (بالفرنسية). 18 (24): 751–753. Archived from the original on 2020-04-06.
4. ↑  Greenwood، Norman N.؛ Earnshaw، Alan (1997). Chemistry of the Elements (ط. 2). Butterworth-Heinemann. ص. 217. ISBN:978-0-08-037941-8. مؤرشف من الأصل في 2022-04-17.
5. ↑  Frank، W. B. (2009). "Aluminum". Ullmann's Encyclopedia of Industrial Chemistry. Wiley-VCH. DOI:10.1002/14356007.a01_459.pub2. ISBN:978-3527306732.
6. 1 2 3  Butler، Anthony R.؛ Glidewell، Christopher؛ Pritchard، Sharee E. (1986). "Aluminium Objects from a Jin Dynasty Tomb – Can They Be Authentic?". Interdisciplinary Science Reviews. ج. 11 ع. 1: 88–94. DOI:10.1179/isr.1986.11.1.88.
7. 1 2  Foster، Herbert Baldwin، المحرر (1954). Dio's Roman History (PDF). ترجمة: Cary، Earnest (ط. 7). William Heinemann Limited; Harvard University Press. ص. 173. مؤرشف (PDF) من الأصل في 2016-06-20. اطلع عليه بتاريخ 2018-12-04.
8. 1 2  Drozdov 2007، صفحة 17–18.
9. 1 2  الأكاديمية الملكية الدنماركية للعلوم والآداب (1827). Det Kongelige Danske Videnskabernes Selskabs philosophiske og historiske afhandlinger [The philosophical and historical dissertations of the Royal Danish Academy of Sciences and Letters] (بالدنماركية). Popp. pp. XXV–XXVI. Archived from the original on 2020-04-06.
10. 1 2  Wöhler, Friedrich (1827). "Ueber das Aluminium" [About aluminium]. Annalen der Physik und Chemie. 2 (بالألمانية). 11: 146–161. Archived from the original on 2020-04-06.
11. 1 2 3 4 5 6  Richards 1896، صفحة 4.
12. 1 2  Lide، David R. (1995). CRC Handbook of Chemistry and Physics: A Ready-reference Book of Chemical and Physical Data. CRC Press. ص. 4-3. ISBN:978-0-8493-0595-5. مؤرشف من الأصل في 2020-04-06.
13. 1 2  Drozdov 2007، صفحة 38.
14. 1 2 3  Clapham، John Harold؛ Power، Eileen Edna (1941). The Cambridge Economic History of Europe: From the Decline of the Roman Empire. CUP Archive. ص. 207. ISBN:978-0-521-08710-0. مؤرشف من الأصل في 2020-04-06.
15. 1 2 3  Balston، John Noel (1998). "Appendix I – In Defence of Alum". The Whatmans and Wove Paper: Its Invention and Development in the West: Research Into the Origins of Wove Paper and of Genuine Loom-Woven Wirecloth. John Balston. ج. 3. ص. 198. ISBN:978-0-9519505-3-1.
16. ↑  Drozdov 2007، صفحة 12.
17. 1 2  name="Duboin1902"
18. ↑  Eggert، Gerhard (1995). "Ancient aluminum? Flexible glass? Looking for the real heart of a legend" (PDF). سكيبتيكال إنكوايرر. ج. 19 ع. 3: 37–40. مؤرشف من الأصل (PDF) في 2020-04-06.
19. ↑  Setton، Kenneth Meyer (1976). "Pius II, the Crusade, and the Venetian war against the Turks". The Papacy and the Levant, 1204–1571: The fifteenth century. American Philosophical Society. ص. 231–270. ISBN:978-0-87169-127-9.
20. ↑  name="Setton1976"
21. 1 2 3  Richards 1896، صفحة 3.
22. 1 2 3  Drozdov 2007، صفحة 25.
23. ↑  Weeks، Mary Elvira (1968). Discovery of the elements (ط. 7). Journal of chemical education. ج. 1. ص. 187. مؤرشف من الأصل في 2020-04-06.
24. 1 2 3 4  Richards 1896، صفحة 2.
25. ↑  Drozdov 2007، صفحة 26.
26. 1 2  Richards 1896، صفحات 3–4.
27. ↑  Pott, Johann Heinrich (1746). Chymische Untersuchungen, welche fürnehmlich von der Lithogeognosia oder Erkäntniß und Bearbeitung der gemeinen einfacheren Steine und Erden ingleichen von Feuer und Licht handeln [Chemical investigations which primarily concern lithogeognosia or knowledge and processing of common simple rocks and earths as well as fire and light] (بالألمانية). Voss, Christian Friedrich. Vol. 1. p. 32. Archived from the original on 2020-04-06.
28. ↑  Drozdov 2007، صفحة 27.
29. ↑  Chisholm، Hugh، المحرر (1911). "Alum". Encyclopædia Britannica (ط. 11). Cambridge University Press. مؤرشف من الأصل في 2021-04-10.
30. ↑  Lennartson، Anders (2017). The Chemical Works of Carl Wilhelm Scheele. Springer International Publishing. ص. 32. ISBN:978-3-319-58181-1. مؤرشف من الأصل في 2020-04-06.
31. ↑  Wiegleb، Johann Christian (1790). Geschichte des wachsthums und der erfindungen in der chemie, in der neuern zeit [History of growth and inventions in chemistry in the modern time]. كريستوف فريدريك نيكولاي. ص. 357. مؤرشف من الأصل في 2020-04-06.
32. ↑  Wurtz، Adolphe (1865). "An introduction to chemical philosophies, according to modern theories". Chemical News. ج. 15: 99. مؤرشف من الأصل في 2020-04-06.
33. 1 2  Drozdov 2007، صفحة 31.
34. ↑  name="(København)1827
35. ↑  Fontani، Marco؛ Costa، Mariagrazia؛ Orna، Mary Virginia (2015). The Lost Elements: The Periodic Table's Shadow Side. دار نشر جامعة أكسفورد. ص. 30. ISBN:978-0-19-938334-4. مؤرشف من الأصل في 2020-04-06.
36. 1 2  Guyton, Louis-Bernard (1795). "Expériences comparatives sur les terres, pour déterminer leur fusibilité, leur manière de se comporter avec les flux salins ou vitreux, et l'action dissolvante qu'elles exercent réciproquement les unes sur les autres" [Comparative experiments on the earth, to determine their fusibility, their behavior with the saline or vitreous flows, and the dissolving action they exert on each other]. Journal de l'École Polytechnique (بالفرنسية). 3: 299. Archived from the original on 2020-04-06.
37. 1 2 3  Davy، Humphry (1812). "Of metals; their primary compositions with other uncompounded bodies, and with each other". Elements of Chemical Philosophy: Part 1. Bradford and Inskeep. ج. 1. ص. 201.
38. ↑  Davy، Humphry (1808). "Electro Chemical Researches, on the Decomposition of the Earths; with Observations on the Metals obtained from the alkaline Earths, and on the Amalgam procured from Ammonia". Philosophical Transactions of the Royal Society. ج. 98: 353. DOI:10.1098/rstl.1808.0023. مؤرشف من الأصل في 2020-04-06.
39. ↑  Quinion، Michael (2005). Port Out, Starboard Home: The Fascinating Stories We Tell About the words We Use. Penguin Books Limited. ص. 23–24. ISBN:978-0-14-190904-2. مؤرشف من الأصل في 2020-04-06.
40. ↑  Holmes، Harry N. (1936). "Fifty Years of Industrial Aluminum". The Scientific Monthly. ج. 42 ع. 3: 236–239. Bibcode:1936SciMo..42..236H. JSTOR:15938. مؤرشف من الأصل في 2022-04-06.
41. ↑  Drozdov 2007، صفحة 36.
42. ↑  Christensen، Dan Ch. (2013). "Aluminium: Priority and Nationalism". Hans Christian Ørsted: Reading Nature's Mind. OUP Oxford. ص. 424–430. ISBN:978-0-19-164711-6.
43. ↑  Richards 1896، صفحات 4–5.
44. ↑  Bjerrum، Niels (1926). "Die Entdeckung des Aluminiums". Zeitschrift für Angewandte Chemie. ج. 39 ع. 9: 316–317. DOI:10.1002/ange.19260390907. ISSN:0044-8249.
45. ↑  Larned، Josephus Nelson (1923). The New Larned History for Ready Reference, Reading and Research: The Actual Words of the World's Best Historians, Biographers and Specialists; a Complete System of History for All Uses, Extending to All Countries and Subjects and Representing the Better and Newer Literature of History. C.A. Nichols Publishing Company. ص. 4472. مؤرشف من الأصل في 2020-04-06.
46. ↑  Skrabec 2017، صفحات 10–11.
47. ↑  Laparra، Maurice (2015). A portrait of aluminium, metal of dream and modernity (PDF) (Report). Institute for the History of Aluminium. ص. 3. مؤرشف من الأصل (PDF) في 2020-04-06. اطلع عليه بتاريخ 2018-12-19.
48. ↑  name="Venetski"
49. ↑  Laparra، Maurice (2015). A portrait of aluminium, metal of dream and modernity (PDF) (Report). Institute for the History of Aluminium. ص. 3. مؤرشف من الأصل (PDF) في 2016-08-29. اطلع عليه بتاريخ 2018-12-19.
50. ↑  name="Singh2011"
51. 1 2 3  Drozdov 2007، صفحة 39.
52. 1 2 3  Skrabec 2017، صفحة 11.
53. 1 2  Sainte-Claire Deville, H. E. (1859). De l'aluminium, ses propriétés, sa fabrication [Aluminium, its properties, its manufacture] (بالفرنسية). Mallet-Bachelier. Archived from the original on 2016-04-30.
54. 1 2 3 4  Drozdov 2007، صفحة 46.
55. ↑  Büttner, Alex; Feez, Fred (1938). Metall aus Lehm. (Der hundertjährige Kampf um d. Wunderstoff Aluminium.) [Metal from clay. (The one-hundred-years-long struggle for the miraculous substance aluminium.)] (بالألمانية). Goldmann. p. 40. Archived from the original on 2020-04-06.
56. ↑  Venetski، S. (1969). "'Silver' from clay". Metallurgist. ج. 13 ع. 7: 451–453. DOI:10.1007/BF00741130.
57. ↑  "Aluminum: Where We Stand". Kiplinger's Finance (بالإنجليزية). Kiplinger Washington Agency: 29. 1948. ISSN:1528-9729. Archived from the original on 2020-04-06.
58. ↑  Skrabec 2017، صفحة 12.
59. ↑  Skrabec 2017، صفحات 14–15.
60. ↑  Singh، R. V. (2011). Aluminium Rolling: Processes, Principles and Applications. Tata McGraw-Hill Education. ص. 454. ISBN:978-0-07-070444-2. مؤرشف من الأصل في 2020-04-06.
61. 1 2  Drozdov 2007، صفحة 49.
62. ↑  Binczewski، George J. (1995). "The Point of a Monument: A History of the Aluminum Cap of the Washington Monument". JOM. ج. 47 ع. 11: 20–25. DOI:10.1007/bf03221302. مؤرشف من الأصل في 2020-04-06.
63. ↑  Kallianiotis، John N. (2013). International Financial Transactions and Exchange Rates: Trade, Investment, and Parities. Springer. ص. 270. ISBN:978-1-137-35693-2. مؤرشف من الأصل في 2020-04-06.
64. 1 2 3  McNeil 2002، صفحة 104.
65. ↑  McNeil 2002، صفحة 103.
66. ↑  Drozdov 2007، صفحات 43–45.
67. ↑  Howell، Georgina (2010). Gertrude Bell: Queen of the Desert, Shaper of Nations. Farrar, Straus and Giroux. ص. 4–5. ISBN:978-1-4299-3401-5. مؤرشف من الأصل في 2020-04-06.
68. ↑  "Aluminum". Report on Mineral Industries in the United States at the Eleventh Census, 1890. U.S. Government Printing Office. 1892. ص. 280–281.
69. 1 2  "Aluminium history". The History of Aluminium. RUSAL. مؤرشف من الأصل في 2017-09-27. اطلع عليه بتاريخ 2018-12-19.
70. ↑  McNeil 2002، صفحة 105.
71. ↑  Friedrich، Horst E.؛ Mordike، Barry Leslie (2006). Magnesium Technology: Metallurgy, Design Data, Automotive Applications. Springer Science & Business Media. ص. 3. ISBN:978-3-540-20599-9. مؤرشف من الأصل في 2020-04-06.
72. 1 2  Drozdov 2007، صفحة 45.
73. ↑  Skrabec 2017، صفحة 15.
74. ↑  Netto, C. (1889). "Die Herstellung von Aluminium". Zeitschrift für Angewandte Chemie (بالألمانية). 2 (16): 448–451. DOI:10.1002/ange.18890021603. ISSN:0044-8249.
75. ↑  Nichols، Sarah C.؛ Agro، Elisabeth R.؛ Teller، Elizabeth؛ Antonelli (2000). Teller، Elizabeth؛ Antonelli، Paola (المحررون). Aluminum by design. Carnegie Museum of Art. ص. 66. ISBN:978-0-8109-6721-2. مؤرشف من الأصل في 2020-04-06.
76. ↑  Belli, Peter Josef (2012). Das Lautawerk der Vereinigte Aluminium-Werke AG (VAW) von 1917 bis 1948: ein Rüstungsbetrieb in regionalen, nationalen, internationalen und politischen Kontexten : (zugleich ein Beitrag zur Industriegeschichte der Niederlausitz) [The Lauta factory of Vereinigte Aluminium-Werke AG (VAW) from 1917 to 1948: an armament factory in regional, national, and political contexts: (at the same time, an entry to the history of the industry of Lower Lusatia)] (بالألمانية). LIT Verlag Münster. pp. 30–31. ISBN:978-3-643-11716-8. Archived from the original on 2020-04-06.
77. ↑  Drozdov 2007، صفحات 52–53.
78. ↑  Crosland، Maurice (2002). Science Under Control: The French Academy of Sciences 1795-1914. Cambridge University Press. ص. 252. ISBN:978-0-521-52475-9. مؤرشف من الأصل في 2020-04-06.
79. ↑  Geller، Tom (2007). "Aluminum: Common Metal, Uncommon Past". Distillations. Science History Institute. مؤرشف من الأصل في 2020-04-06.
80. 1 2  Meiers، Peter. "Manufacture of Aluminum". مؤرشف من الأصل في 2018-11-21. اطلع عليه بتاريخ 2019-06-15.
81. ↑  McNeil 2002، صفحة 108.
82. ↑  Skrabec 2017، صفحة 35.
83. 1 2  Drozdov 2007، صفحات 55–59.
84. ↑  McNeil 2002، صفحة 107.
85. ↑  American Chemical Society Office of Public Outreach (1997). Production of aluminum metal by electrochemistry (PDF). American Chemical Society. مؤرشف من الأصل (PDF) في 2020-04-06.
86. ↑  Skrabec 2017، صفحة 42.
87. ↑  Drozdov 2007، صفحات 60–61.
88. ↑  Skrabec 2017، صفحات 52–55.
89. ↑  "Alusuisse" (بالألمانية). Historisches Lexikon der Schweiz. 2013. Archived from the original on 2017-10-27. Retrieved 2017-11-26.
90. ↑  Skrabec 2017، صفحات 37–42.
91. ↑  Sheller، Mimi (2014). Aluminum Dreams: The Making of Light Modernity. MIT Press. ص. 41. ISBN:978-0-262-02682-6. مؤرشف من الأصل في 2020-04-06.
92. 1 2  Drozdov 2007، صفحة 74.
93. ↑  Hanners، Richard. "Ubiquity and antiquity". From Superstar to Superfund (PDF). مؤرشف من الأصل (PDF) في 2020-04-06. اطلع عليه بتاريخ 2019-06-15.
94. ↑  Regelsberger, Friedrich F. (2013). Chemische Technologie der Leichtmetalle und ihrer Legierungen [Chemical technologies of light metals and their impurities] (بالألمانية). Springer-Verlag. p. 13. ISBN:978-3-662-34128-5. Archived from the original on 2020-04-06.
95. ↑  Drozdov 2007، صفحة 59.
96. ↑  Drozdov 2007، صفحة 56.
97. ↑  "Aluminium history". All about aluminium. RUSAL. مؤرشف من الأصل في 2017-11-07. اطلع عليه بتاريخ 2017-11-10.
98. ↑  Drozdov 2007، صفحة 55.
99. ↑  Drozdov 2007، صفحات 59–61.
100. 1 2 3  Wallace، G. (2010). "Production of secondary aluminium". في Lumley، Roger (المحرر). Fundamentals of Aluminium Metallurgy: Production, Processing and Applications. إلزيفير. ص. 70. ISBN:978-0-85709-025-6.
101. ↑  McDaniel، Joe W. "1903 Wright Engine". Wright Brothers Aeroplane Company. مؤرشف من الأصل في 2018-07-04. اطلع عليه بتاريخ 2019-06-16.
102. ↑  Drozdov 2007، صفحات 64–69.
103. ↑  Drozdov 2007، صفحات 66–69.
104. 1 2  Ingulstad، Mats (2012). "'We Want Aluminum, No Excuses': Business-Government Relations in the American Aluminum Industry, 1917–1957". في Ingulstad، Mats؛ Frøland، Hans Otto (المحررون). From Warfare to Welfare: Business-Government Relations in the Aluminium Industry. akademika publishing. ص. 33–68. ISBN:978-82-321-0049-1.
105. 1 2  Skrabec 2017، صفحة 79.
106. ↑  Drozdov 2007، صفحات 69–70.
107. ↑  Drozdov 2007، صفحات 165–166.
108. 1 2  Drozdov 2007، صفحة 85.
109. 1 2  Schlesinger، Mark E. (2013). Aluminum Recycling (ط. 2). CRC Press. ص. 2–6. ISBN:978-1-4665-7025-2. مؤرشف من الأصل في 2020-04-06.
110. ↑  Seldes، George (1943). Facts and Fascism (ط. 5). In Fact, Inc. مؤرشف من الأصل في 2020-04-06.
111. ↑  Skrabec 2017، صفحات 134–135.
112. ↑  Davis، Brian L. (2012). The German Home Front 1939–45. دار بلومزبري. ص. 31. ISBN:978-1-78096-806-3. مؤرشف من الأصل في 2020-04-06.
113. ↑  Thorsheim، Peter (2015). Waste into Weapons. Cambridge University Press. ص. 66–69. ISBN:978-1-107-09935-7. مؤرشف من الأصل في 2020-04-06.
114. ↑  Weeks، Albert Loren (2004). Russia's Life-saver: Lend-lease Aid to the U.S.S.R. in World War II. Lexington Books. ص. 135. ISBN:978-0-7391-0736-2. مؤرشف من الأصل في 2020-04-06.
115. ↑  Chandonnet، Fern (2007). Alaska at War, 1941–1945: The Forgotten War Remembered. University of Alaska Press. ص. 338. ISBN:978-1-60223-135-1. مؤرشف من الأصل في 2020-04-06.
116. ↑  Sokolov، Boris V. (2007). "The role of lend‐lease in Soviet military efforts, 1941–1945". The Journal of Slavic Military Studies. ج. 7 ع. 3: 567–586. DOI:10.1080/13518049408430160. ISSN:1351-8046.
117. ↑  "Copper. Supply-Demand Statistics". Historical Statistics for Mineral Commodities in the United States (Report) (بالإنجليزية). الماسح الجيولوجي الأمريكي. 2017. Archived from the original on 2018-03-08. Retrieved 2019-06-04.
118. ↑  Gregersen, Erik. "Copper". موسوعة بريتانيكا (بالإنجليزية). Archived from the original on 2019-06-22. Retrieved 2019-06-04.
119. ↑  Drozdov 2007، صفحة 203.
120. ↑  Drozdov 2007، صفحة 135.
121. 1 2  The Evolution of Aluminum Conductors Used for Building Wire and Cable (PDF) (Report). الرابطة الوطنية لمصنعي الأجهزة الكهربائية. 2012. مؤرشف (PDF) من الأصل في 2016-10-10. اطلع عليه بتاريخ 2017-11-26.
122. ↑  Nappi 2013، صفحة 5.
123. ↑  Nappi 2013، صفحة 6.
124. 1 2 3  Nappi 2013، صفحة 9.
125. ↑  "Aluminum. Supply-Demand Statistics". Historical Statistics for Mineral Commodities in the United States (Report) (بالإنجليزية). الماسح الجيولوجي الأمريكي. 2017. Archived from the original on 2018-03-08. Retrieved 2017-11-10.
126. ↑  Bockris, John (2013). Comprehensive Treatise of Electrochemistry: Electrochemical Processing (بالإنجليزية). Springer Science & Business Media. p. 303. ISBN:9781468437850. Archived from the original on 2020-04-06.
127. ↑  United States Environmental Protection Agency (1973). The Cost of Clean Air. United States Government Printing Office. ص. IE-87. مؤرشف من الأصل في 2020-04-06.
128. ↑  Nappi 2013، صفحات 12–13.
129. 1 2  Nappi 2013، صفحات 9–10.
130. ↑  Nappi 2013، صفحة 3.
131. ↑  Nappi 2013، صفحة 7.
132. ↑  Nappi 2013، صفحة 10.
133. ↑  Nappi 2013، صفحات 14–15.
134. ↑  Nappi 2013، صفحة 17.
135. ↑  Nappi 2013، صفحة 20.
136. ↑  Nappi 2013، صفحة 22.
137. 1 2  Nappi 2013، صفحة 23.
138. ↑  Nappi 2013، صفحة 15.
139. ↑  United Nations Environment Programme (2006). "Report card: Aluminium". Class of 2006: Industry Report Cards on Environment and Social Responsibility. UNEP/Earthprint. ص. 69. ISBN:978-92-807-2713-5. مؤرشف من الأصل في 2020-04-06.

### معلومات المراجع كاملة

#### بِاللُغة العربيَّة
1. ↑  "قصة الألمنيوم". مجلة القافلة الصادرة عن أرامكو. مؤرشف من الأصل في 1 ديسمبر 2017. اطلع عليه بتاريخ 6 آب (أغسطس) 2019. {{استشهاد ويب}}: تحقق من التاريخ في: |تاريخ الوصول= (مساعدة)
2. ↑  "أكثر دول العالم إنتاجا للألومنيوم - المرسال". مؤرشف من الأصل في 2018-02-01. اطلع عليه بتاريخ 2019-08-09.
3. ↑  "5.4 مليون طن إنتاج دول الخليج المتوقع من الألمنيوم في 2018". صحيفة الاقتصادية. 30 سبتمبر 2018. مؤرشف من الأصل في 2018-10-05. اطلع عليه بتاريخ 2019-08-09.

#### بِاللُغة الإنكليزية
- Drozdov، Andrey (2007). الألومنيوم: العنصر الثالث عشر (PDF). RUSAL Library. ISBN:978-5-91523-002-5. مؤرشف من الأصل (PDF) في 2016-04-16.
- McNeil، Ian (2002). An Encyclopedia of the History of Technology. روتليدج (دار نشر). ISBN:978-1-134-98165-6. مؤرشف من الأصل في 2020-04-06.
- Nappi، Carmine (2013). The global aluminium industry 40 years from 1972 (PDF) (Report). International Aluminium Institute. مؤرشف من الأصل (PDF) في 2020-03-11.
- Richards، Joseph William (1896). Aluminium: Its history, occurrence, properties, metallurgy and applications, including its alloys (ط. الثالثة). Henry Carey Baird & Co. مؤرشف من الأصل في 2021-06-18.
- Skrabec، QuentinR. (2017). Aluminum in America: A History. مكفارلاند وشركاه. ISBN:978-1-4766-2564-5. مؤرشف من الأصل في 2020-04-06.